# Memoriali della prima guerra mondiale

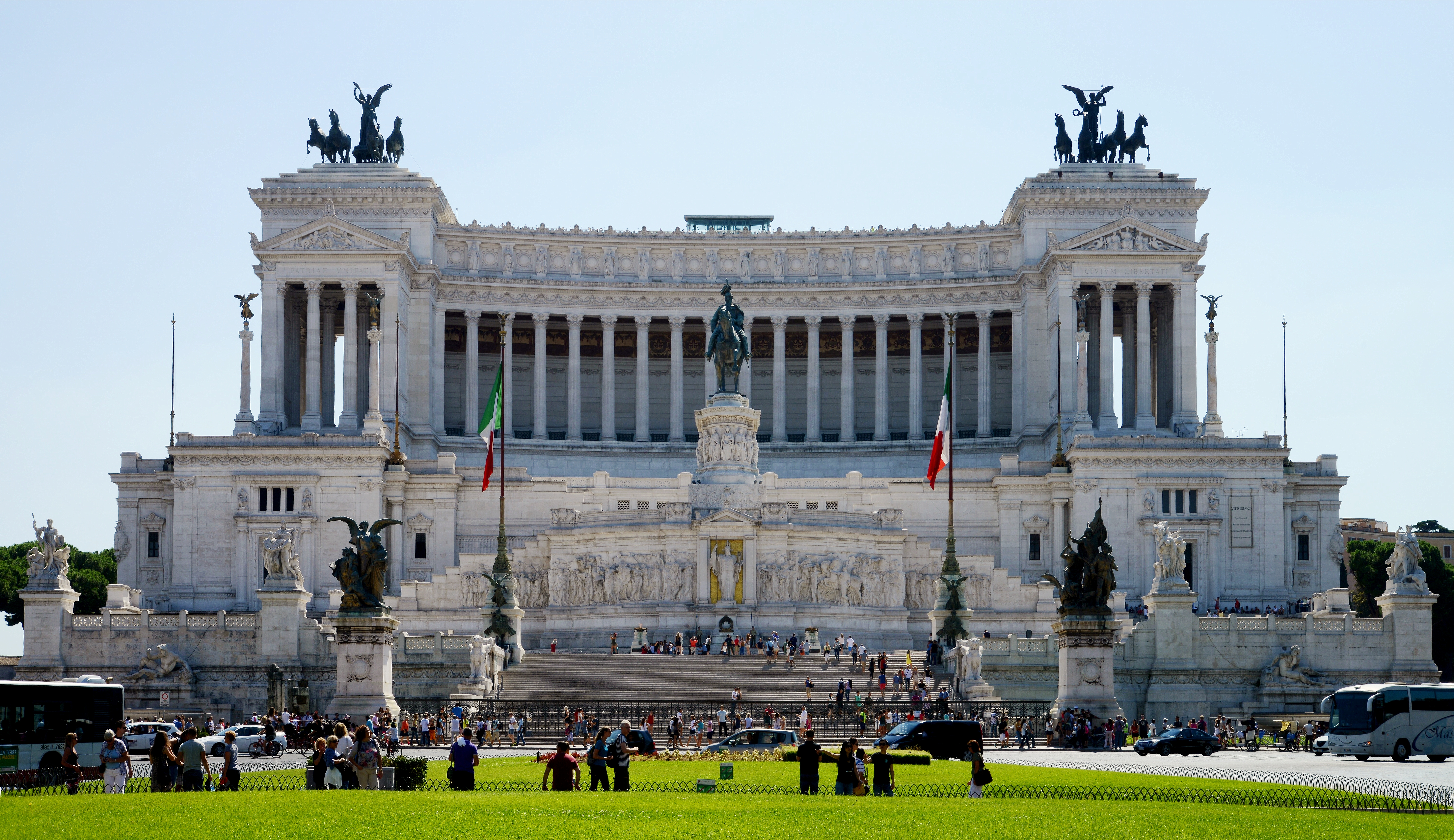
Il Vittoriano a Roma ospita la tomba del Milite ignoto italiano

I memoriali della prima guerra mondiale, siano essi grandi monumenti pubblici o privati, cimiteri di guerra, tombe dedicate al Milite ignoto, parchi o sale-museo, hanno tutti in comune la funzione di commemorare le vittime della Grande guerra. Commissionati da istituzioni locali o nazionali, finanziati dai governi o dalle donazioni di privati, e costruiti in gran parte tra gli anni venti e trenta (ne sorsero 176 000 nella sola Francia), l'interesse per costruire questi memoriali diminuì dopo la seconda guerra mondiale e non crebbe fino agli anni ottanta e novanta, segnando comunque, alle loro origini, un nuovo modo per la società di ricordare i caduti, incluse cerimonie di suffragio periodiche (ancora attuali) e pellegrinaggi (molto comuni nel periodo tra le due guerre).
I memoriali sono stati usati dai governi fascisti sorti nel periodo interbellico in Italia e Germania per scopi di propaganda, sfociati nella costruzione di numerosi monumenti per esaltare le vicende belliche e l'orgoglio nazionale; di contrasto, i fautori di una politica totalmente opposta hanno sfruttato i memoriali per ricordare alle folle i lutti della guerra. Infatti, a seconda delle caratteristiche del memoriale, a chi è dedicato o a chi ne ha voluto la costruzione, non sono mancate in alcuni casi polemiche tra partiti opposti, via via attenuatesi nel corso del XX secolo.
Lo stile architettonico più comune è il classico abbellito con allegorie e simboli (spesso derivati dalla tradizione cristiana) raffiguranti il sacrificio, la vittoria e la morte. Altri stili architettonici usati sono quello medievale e l'Art déco. 

## Premesse

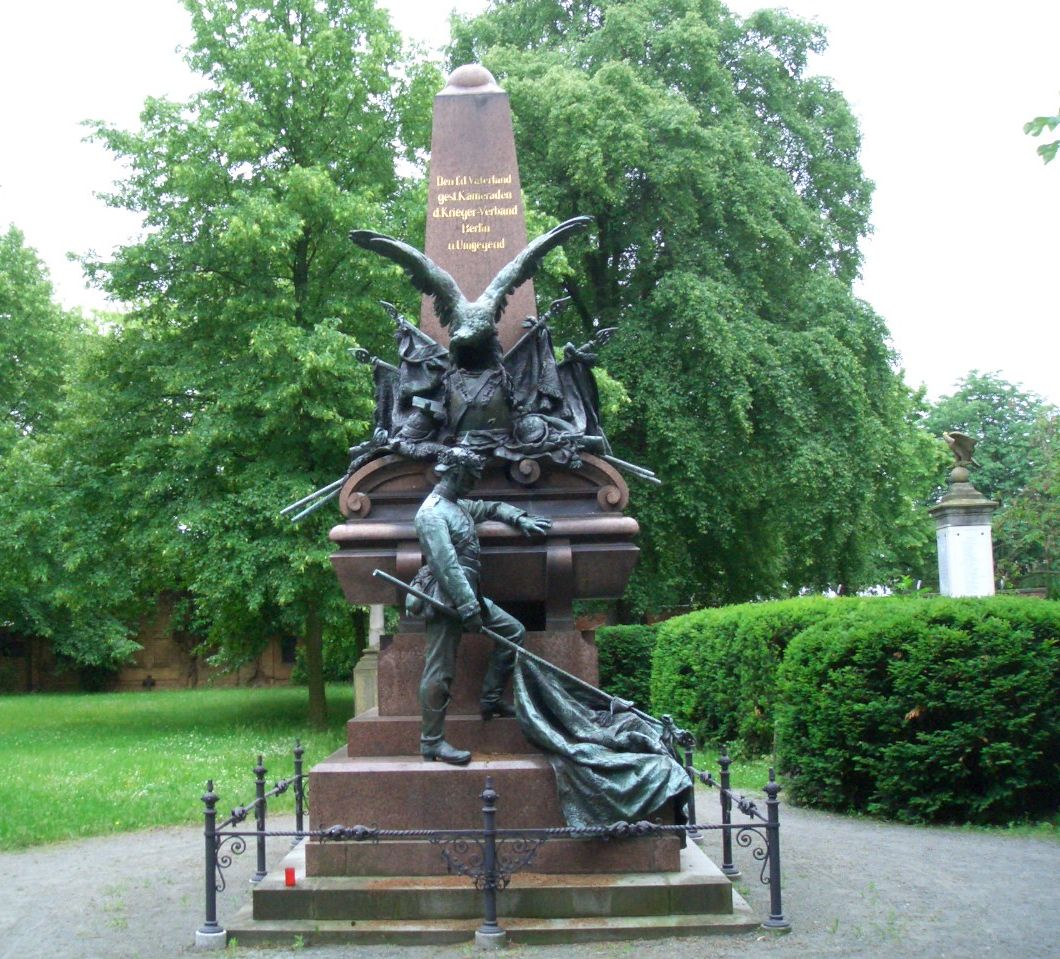
Uno dei tanti memoriali tedeschi a Berlino dedicato ai caduti della guerra franco-prussiana del 1870-1871, di Johannes Boese

Alla vigilia della prima guerra mondiale non esisteva in Europa la tradizione di commemorare in massa i caduti in battaglia. La guerra franco-prussiana del 1870-1871 tra Francia Impero tedesco aveva prodotto in Germania più che altro monumenti dedicati alla vittoria e ai generali, mentre in Francia la costruzione di monumenti dedicati ai caduti non assunse una portata nazionale, e molte città e villaggi addirittura non costruirono alcunché. Venne comunque istituita nel 1887 Le Souvenir français, un'associazione incaricata di preservare i memoriali francesi e di avvicinarvi la popolazione civile, cresciuta nel tempo fino ad avere qualche contatto nel governo.
L'interesse per i memoriali crebbe con la seconda guerra boera (1899-1902) e le sue centinaia di migliaia di soldati coinvolti, molto seguiti dalla stampa del tempo. Al ritorno delle truppe dal fronte, infatti, molti lord luogotenenti diedero disposizioni di erigere dei memoriali in luoghi tranquilli adatti alla riflessione, mentre in Australia venivano innalzati obelischi e si posizionavano targhe in luoghi pubblici. Dai singoli e vittoriosi generali l'attenzione si era spostata ai comuni soldati in prima linea, tuttavia non era ancora nata la pratica di fare cerimonie annuali e, di pari passo, non c'era nessun "giorno della memoria" che unisse annualmente la popolazione. Oltretutto, come era accaduto negli Stati Uniti d'America per le statue sulla guerra di secessione, nel complesso era mancato un adeguato lavoro di progettazione.
I memoriali presenti in altri stati europei erano ben poca cosa rispetto al fenomeno che sorgerà dopo la Grande Guerra. In Italia ne erano stati costruiti alcuni dopo l'unificazione del 1861, la Romania aveva fatto altrettanto dopo la guerra di indipendenza contro l'Impero ottomano focalizzandosi soprattutto sui capi carismatici che guidarono i soldati, e sia la Bulgaria che la Serbia avevano fatto lo stesso dopo la fine della prima guerra balcanica nel 1913. In questi stati balcanici o dell'Europa orientale l'onere e la decisione di innalzare i memoriali spettò più che altro ai governi, essendo il grande pubblico poco interessato alla cosa.

## Prima guerra mondiale

### I memoriali durante il conflitto

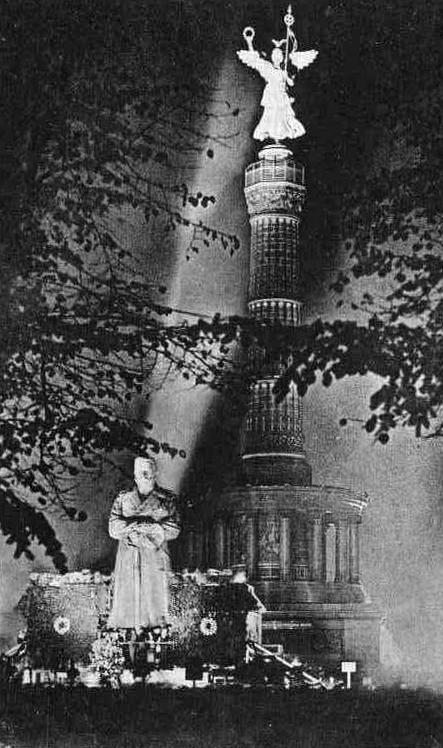
La Nagelfigur di Paul von Hindenburg a Berlino, 1915

Col progredire della guerra sorsero nei vari paesi sempre più memoriali sia nelle città, sia nei campi di battaglia, sia soprattutto nelle case di privati cittadini realizzati con fotografie e oggetti del caduto. Nelle nazioni anglofone erano chiamati inizialmente "monumenti ai soldati caduti", termine soppiantato col tempo dal "memoriale di guerra" (war memorial), diffuso anche in Germania (Kriegerdenkmal) ma non in Francia e Italia, dove si parlò rispettivamente di monuments aux morts e "monumenti ai caduti", un chiaro riferimento ai morti in battaglia.
Dal 1915 in poi in Gran Bretagna il governo donò memoriali in pietra a quelle città e villaggi che avevano raggiunto la quantità di arruolamenti richiesti, nel tentativo di aumentare le file dell'esercito. Simili iniziative vennero presto mutuate dagli australiani, che attirarono nuove reclute sfruttando i raduni tenuti nei monumenti della seconda guerra boera. Quando le perdite al fronte si fecero enormi, in entrambi i paesi vennero affisse numerose targhe in luoghi pubblici per onorare la memoria dei volontari periti, inoltre fiorirono monumenti "non ufficiali" (fontane, piloni in pietra, santuari creati per iniziativa della Chiesa anglicana ecc.) voluti dalle associazioni locali, al punto che nel 1916 in Australia il governo fu costretto a emanare una legge per regolarne l'uso. I santuari anglicani vennero criticati perché promuovevano il cattolicesimo ma vennero supportati dalle testate giornalistiche nazionali che, assieme agli sforzi del Lord sindaco della City di Londra e a una visita della regina Mary, portarono a una standardizzazione dei santuari e a un aumento delle donazioni in favore delle famiglie in lutto. Restando in tema di santuari, nell'agosto 1918 ne venne aperto uno di grandi dimensioni per un anno a Hyde Park, con oltre 100.000 visitatori nella sola prima settimana; tale santuario fece da apripista al dibattito sulla costruzione di memoriali di guerra permanenti nelle maggiori città del Regno Unito. Nel 1917, inoltre, nacque l'Imperial War Museum e un altro museo sulla guerra in Australia.
Nell'Impero tedesco e in special modo in Austria divennero popolari le Nagelfiguren, statue di origine medievale di legno rappresentanti cavalieri, scudi, aquile, croci e sommergibili. Ogni persona che donava una somma di denaro per la raccolta fondi aveva diritto a piantare un chiodo nella statua di legno, che così mano a mano veniva ad essere ricoperta di metallo. In alcuni casi le cerimonie venivano allietate dal canto dei bambini eseguito in stile medievale. Le donazioni venivano poi elargite ai familiari dei caduti. La Nagelfigur più grande era quella dedicata al generale Paul von Hindenburg a Berlino, vincitore dei russi a Tannenberg: alta 12 m, includeva una scalinata per permettere alle persone di arrivare fino in cima.

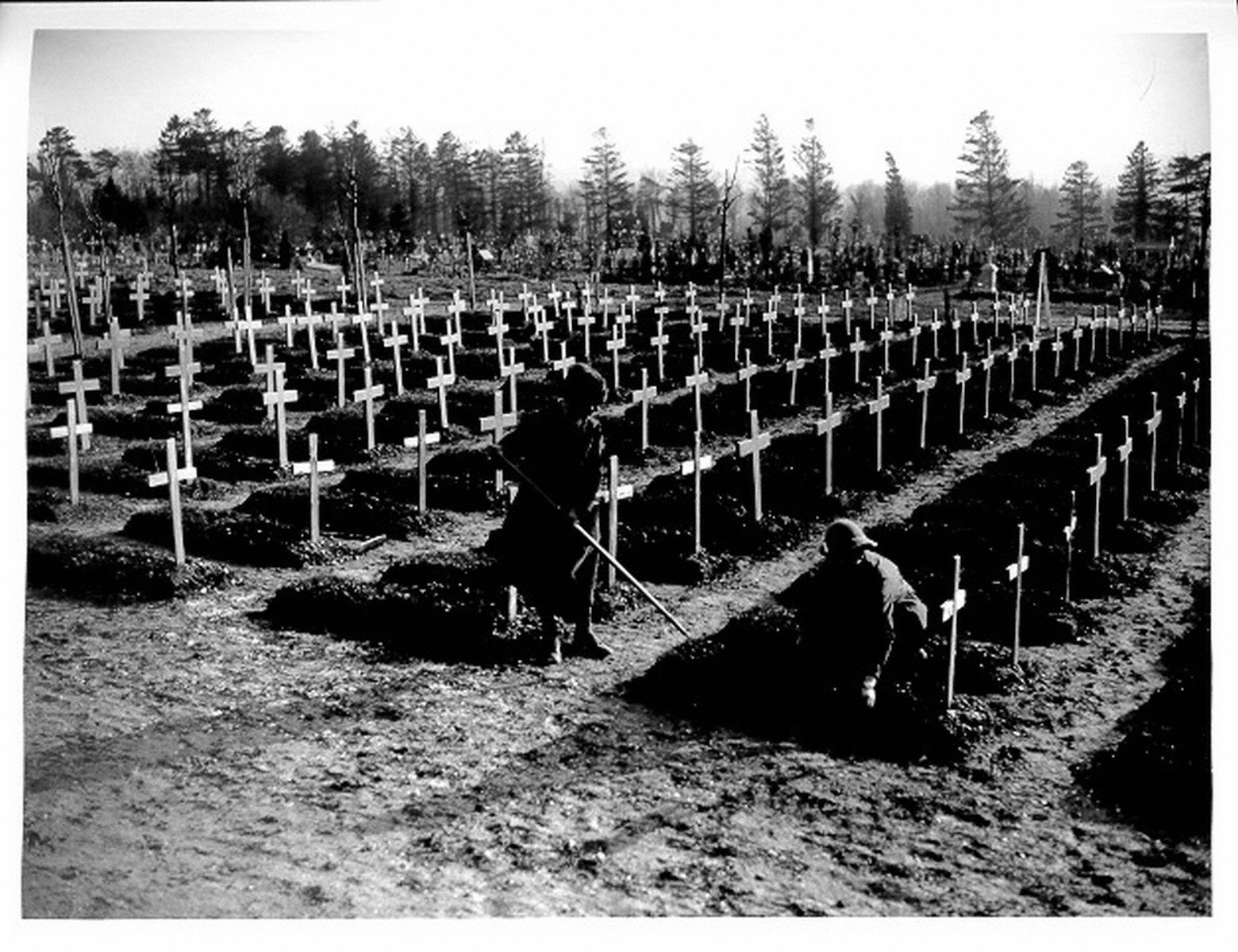
Abbeville (Francia), 1918: un cimitero di guerra temporaneo britannico

Parimenti, sorsero cimiteri temporanei anche vicino ai campi di battaglia. Nel Regno Unito all'inizio si ipotizzò di rimpatriare i morti, ma presto ci si convinse dell'impossibilità della cosa, e per il 1916 erano stati commissionati in Francia e Belgio oltre duecento cimiteri temporanei, senza tuttavia chiarire per quanto tempo dovessero essere considerati tali. Per evitare il proliferare delle iniziative private venne deciso che il controllo dei cimiteri sarebbe spettato allo Stato, che avrebbe adottato uno stile comune per tutte le tombe. In Francia, mentre i feriti si radunavano nei cimiteri dei campi di battaglia, nelle città iniziarono a essere intitolate vie e piazze alla battaglia di Verdun. Nel Belgio, dopo l'invasione tedesca e la conseguente prevalenza nell'esercito di uomini provenienti dalle Fiandre, le pietre commemorative vennero incise con parole in lingua fiamminga piuttosto che nell'usuale francese. Nella Mosca del 1915 i fondi messi a disposizione dalla famiglia imperiale e dai leader politici locali servirono per inaugurare il cimitero della fratellanza cittadina.

### Il lascito del conflitto

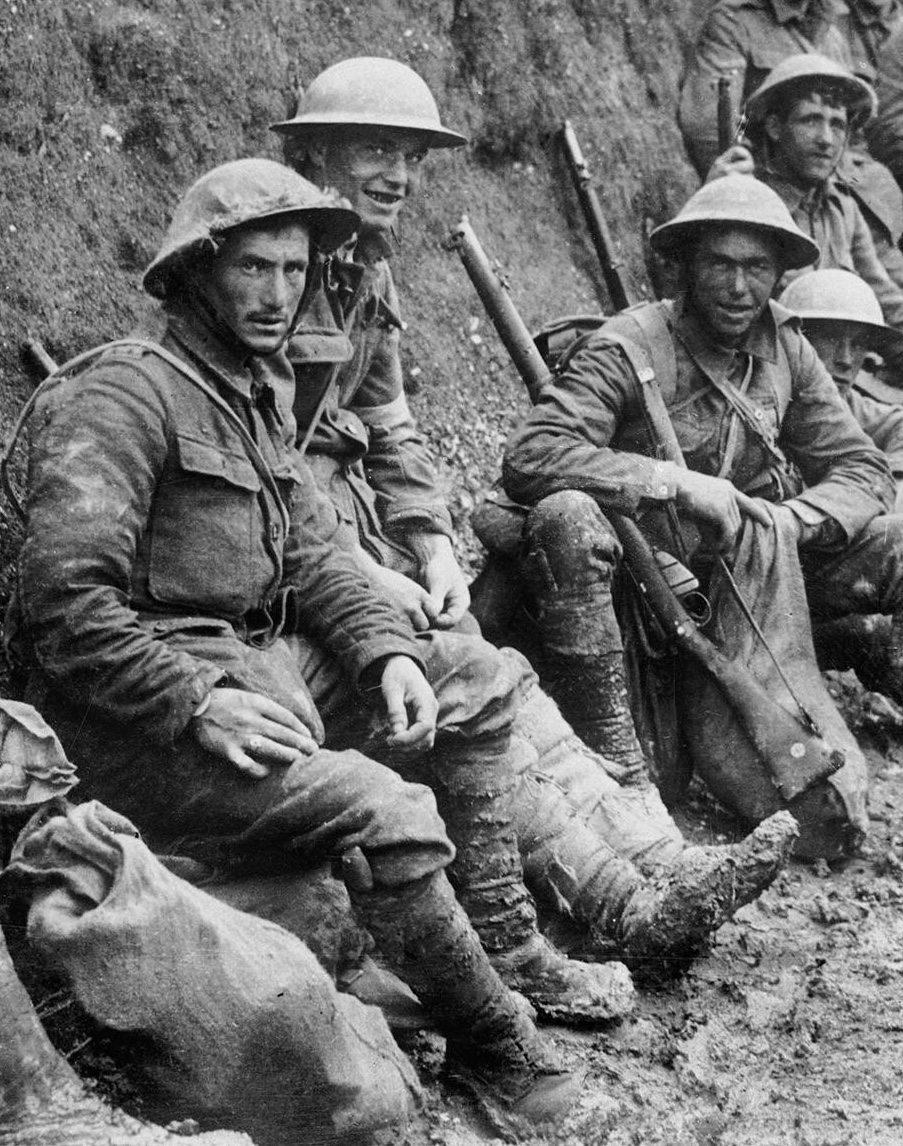
Soldati del Royal Irish Rifles fotografati in una trincea agli inizi della battaglia della Somme

I memoriali della prima guerra mondiale sono stati profondamente modellati dal trauma che il conflitto impose ai singoli e alle comunità. La leva di massa spostò una significativa percentuale di popolazione in varie zone europee e non solo; l'evoluzione tecnologica determinata dalla meccanizzazione e dall'industria introdusse elementi innovativi o comunque rinnovati come mitragliatrici, pezzi d'artiglieria, aeroplani, sommergibili e gas mortali, che comunque non evitarono alla guerra di diventare una distruttiva guerra di trincea e di logoramento.
Come risultato le perdite umane furono più alte che in qualsiasi altro conflitto combattuto fino ad allora: solo per fornire qualche esempio, non tornarono alle proprie case circa 2 milioni di tedeschi e 1.300.000 francesi, 720.000 britannici, 61.000 canadesi, 60.000 australiani, 18.000 neozelandesi, 300.000 romeni. e, limitandosi al teatro europeo, 2.000 cinesi, a dimostrazione della portata globale della guerra. Molte di queste morti si registrarono in un ristretto arco temporale e alternarono l'immagine della società: è il caso della Francia, che ebbe la metà dei morti nei primi diciassette mesi di guerra. Diventò normale vedere orfani e vedove e i feriti, quando non afflitti da stress, ansia o dolore fisico, dovettero fare i conti con una società non del tutto accogliente, specialmente nel caso dei feriti al volto.
Sia le potenze sconfitte che quelle vincitrici andarono incontro a rivoluzioni o forti tensioni sociali. In Russia la guerra civile segnò l'ascesa al potere dei comunisti bolscevichi, nella Germania dell'immediato dopoguerra scoppiarono disordini capeggiati dalla Lega Spartachista, mentre in Irlanda, già scossa nel 1916 dalla rivolta di Pasqua, la guerra di indipendenza generò una guerra civile durata fino al 1923.
La morte diventò un problema troppo grande per non essere preso in considerazione. La risposta fu la costruzione dei memoriali per celebrare gloria, eroismo e, appunto, i caduti.

## Periodo interbellico

### Costruzione

#### Commissionamento

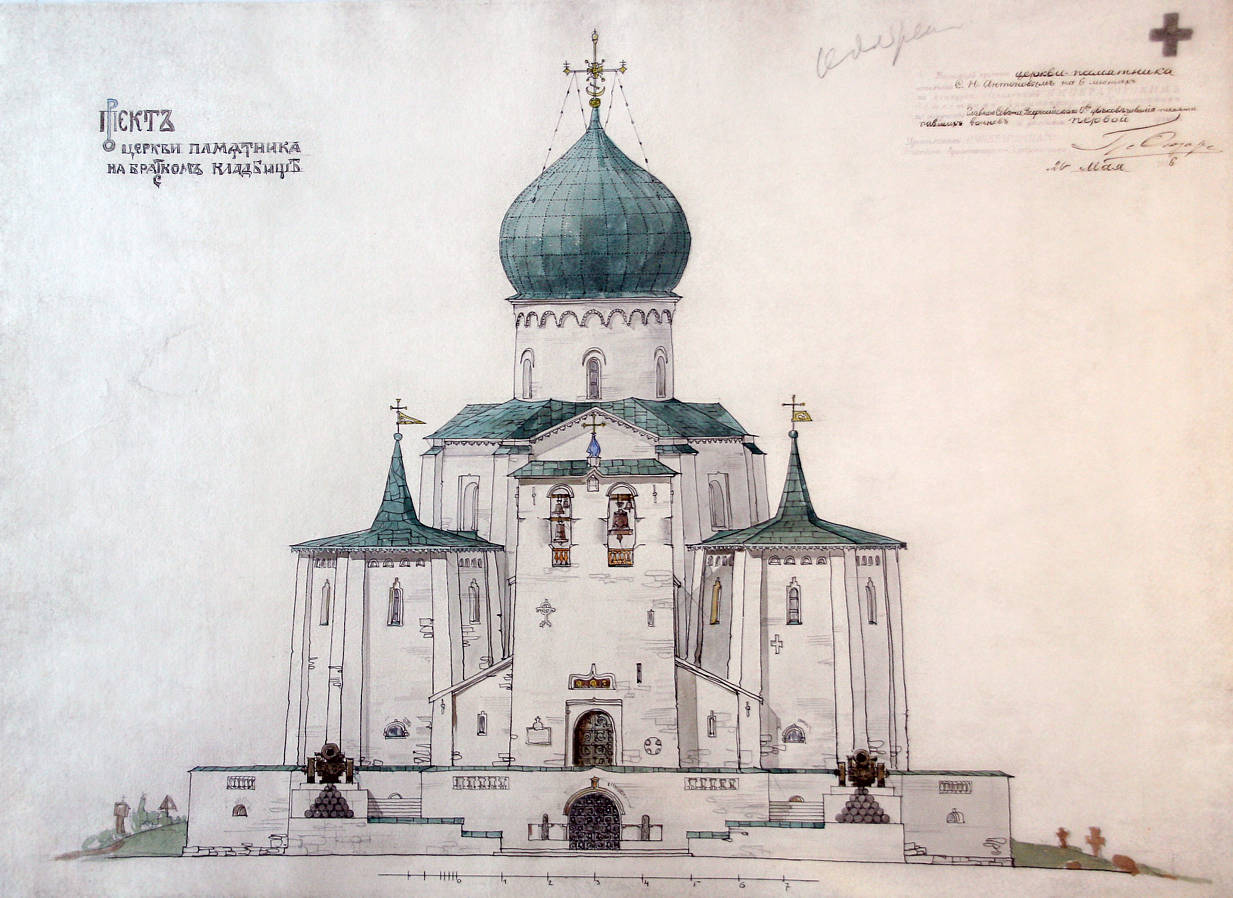
Il progetto per una chiesa-memoriale a Carskoe Selo, Russia, 1916

Durante il periodo interbellico sorse in tutto il mondo un gran numero di memoriali, come mai se ne erano visti dopo i conflitti del passato. Si stima che tra gli anni venti e trenta ne vennero costruiti 176.000 in Francia, oltre 3.500 in Romania e molti altri in Gran Bretagna, Australia (l'attività in questi due paesi fu più intensa negli anni venti), Germania (negli anni trenta in particolare) e non solo, con l'importante eccezione della Russia, dove gli ostacoli erano rappresentati dalla guerra civile e dal governo bolscevico, e degli USA, in quanto tutte le discussioni si erano arenate e non si era formato un adeguato consenso a procedere.
Le modalità con cui vennero commissionati furono molteplici. Alcuni governi istituirono apposite commissioni (la British War Memorials Committee o il Canadian War Memorials Fund ad esempio) per seguire i lavori di costruzione, ma più che interessarsi ai memoriali in senso lato queste affrontarono i problemi legati ai singoli progetti. Ci furono casi, come quello di Verdun, con più memoriali a commemorare la stessa battaglia, mentre in alcune città britanniche ci fu una sorta di competizione e rivalità per costruire il memoriale più suggestivo. I cimiteri di guerra e i memoriali a essi collegati erano tipicamente appannaggio dei governi centrali; per l'Impero britannico se ne occupò l'Imperial War Graves Commission, in Italia la Commissione nazionale per le onoranze ai militari d'Italia e dei Paesi alleati morti in guerra, in Germania la Volksbund Deutsche Kriegsgräberfürsorge, negli USA l'American Battle Monuments Commission e in Romania la Societatea Cultul Eroilor Morţi guidata dal patriarca della Chiesa ortodossa rumena.
Nel Regno Unito e in Australia i leader politici locali diedero vita a un gran numero di comitati, consigli e commissioni per gestire la costruzione dei memoriali di cui sovente fecero parte politici, organizzazioni di volontariato, membri della Chiesa cristiana ed ebraica e associazioni di tiro sportivo. Il peso delle decisioni, tuttavia, in alcuni casi ricadeva quasi del tutto sulle componenti benestanti e di prestigio. In Canada i primi memoriali vennero promossi da veterani, membri della Royal Canadian Legion o autorità locali.

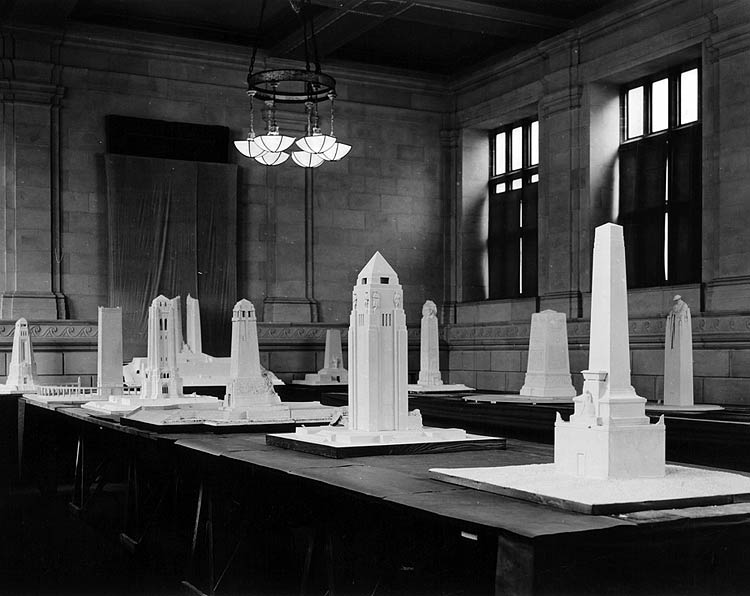
I vari modelli in lizza per il memoriale di Vimy

Se nel Regno Unito e in Australia gli enti locali giocarono un ruolo di primo piano nella commissione dei memoriali, in Francia si verificò l'opposto e il principale personaggio che prese le decisioni fu il governo centrale. In realtà, le autorità comunali vennero incoraggiate a commissionare autonomamente la costruzione dei memoriali (nel 1919 venne anche licenziata una legge in tal senso), ma lo Stato fu senza dubbio molto più presente nelle varie fasi del processo rispetto a quanto stava avvenendo nei due paesi anglosassoni; importante fu anche il ruolo della Souvenir français. In Romania il proliferare autonomo dei progetti sponsorizzati dalle autorità locali portò negli anni trenta a una centralizzazione delle decisioni, così come era già successo qualche anno prima in Italia con l'avvento del fascismo, che diede vita a un sistematico programma di costruzioni. In Germania, l'impossibilità di raccogliere fondi fu la causa principale dei pochi memoriali costruiti negli anni immediatamente successivi alla guerra, peraltro sorti non senza discordie su cosa commemorare e come, similmente a quanto era successo in Italia prima del fascismo; la situazione si sbloccò dopo che nel 1933 salì al potere il Partito nazista di Adolf Hitler che fece da motore alla raccolta di fondi.

#### Memoriali cittadini

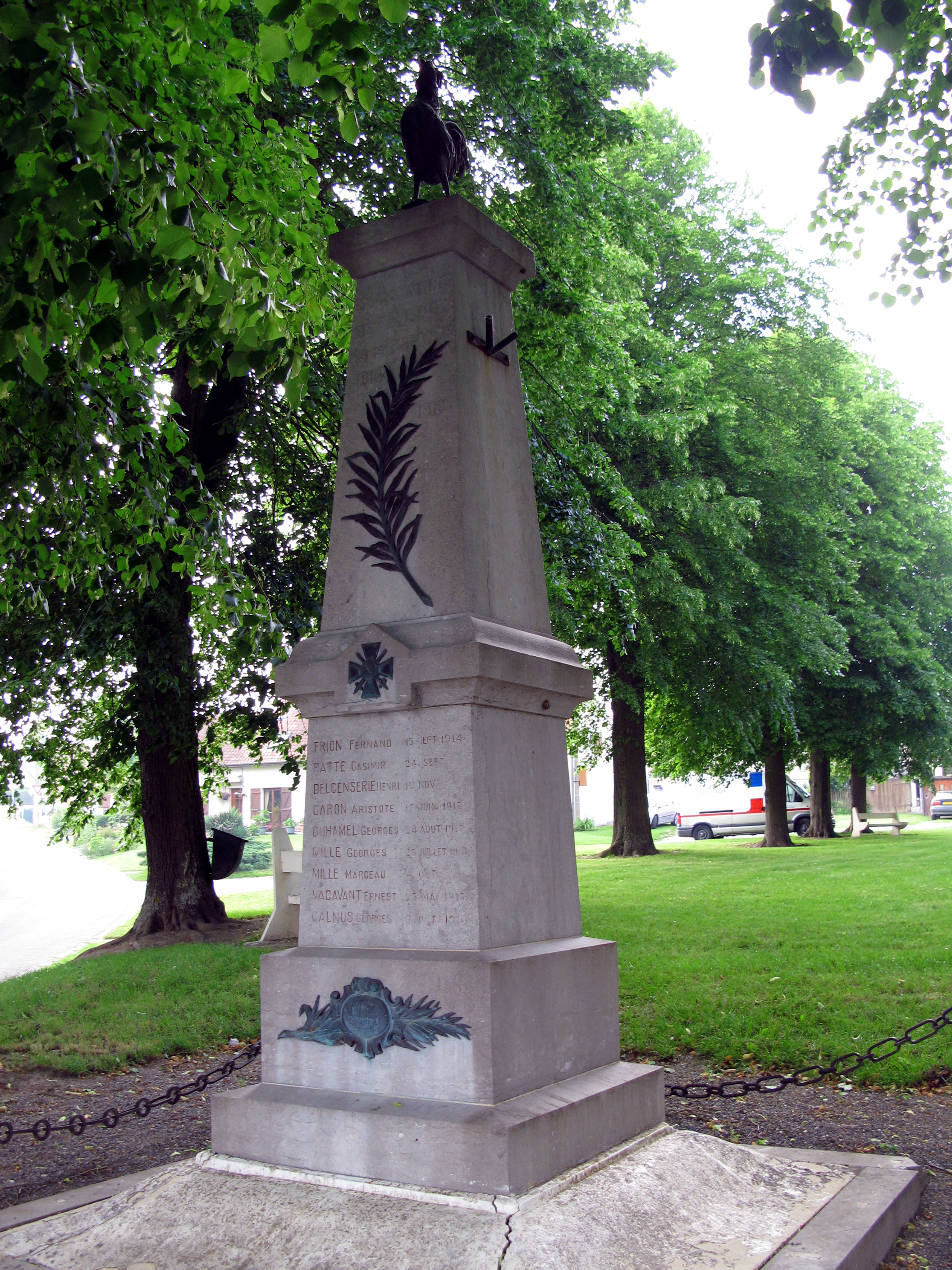
Un obelisco francese a ricordo di alcuni caduti. Tra le decorazioni si riconoscono la palma, simbolo di pace, la medaglia chiamata Croix de guerre e un gallo, simbolo nazionale francese, omologo alla Britannia e all'avvoltoio romeno

I memoriali costruiti nelle città hanno assunto le forme più disparate: monumenti, sculture, giardini, cenotafi (nel Regno Unito e in Australia è molto copiato quello di Whitehall), obelischi (poco costosi e facilmente integrabili nel contesto urbano) e targhe affisse in luoghi pubblici, tutti accomunati dal semplice scopo di ricordare i caduti attraverso un'attenta simbologia. Uno dei temi più ricorrenti di questi memoriali è il soldato comune, da solo o in gruppo, spesso un fante, mentre, almeno per quanto riguarda l'Occidente, sono pochi i monumenti che raffigurano i comandanti.
Le varie nazioni hanno adottato stili e simboli diversi per i memoriali cittadini. In Francia sono stati privilegiati monumenti semplici, deliberatamente privi di insegne religiose o retoriche, mentre negli USA e in Australia si sono preferite le strutture di grandi dimensioni, compresi in quest'ultimo paese i "viali d'onore", abbelliti con alberi e placche commemorative poste ai lati della strada. In Canada spesso i memoriali sono abbinati a materiali prelevati direttamente dal campo di battaglia, siano essi pezzi di chiese europee o semplice terreno. Col tempo nel Regno Unito e in Italia i memoriali diventarono i soggetti per cartoline e modellini, venduti come souvenir.

#### Cimiteri
Il trattato di Versailles affidò la custodia e la manutenzione dei cimiteri di guerra ai paesi dove questi avevano sede, ma in generale venne lasciata libertà ai paesi di provenienza dei caduti di progettare e costruire i cimiteri a loro piacimento. A volte i morti venivano radunati da varie parti del fronte per fare dei grandi cimiteri, mentre in altre occasioni sorsero costruzioni più piccole e sobrie. I problemi vennero alla luce non tanto per le nazioni dell'Europa continentale, quanto piuttosto per l'Impero britannico e gli USA. I primi tentarono, senza successo, di riportare in Patria i caduti, mentre i secondi riuscirono a rimpatriare il 70% dei soldati caduti al fronte. Con i dominion che reclamavano monumenti separati da quelli del Regno Unito, la necessità sempre più forte di onorare il grande numero di soldati caduti al fronte occidentale, e l'urgenza politica di costruire memoriali nei luoghi del teatro del Medio Oriente per rinforzare le pretese britanniche su quei territori, l'Imperial War Graves Commission (IWGC) pianificò dodici memoriali con annesso un cimitero e un monumento, ognuno dedicato a uno specifico dominion. Tuttavia, quando il governo francese espresse dei dubbi sulla fattibilità del progetto, considerato troppo ambizioso, i numeri vennero dimezzati.
I cimiteri dell'IWGC sono caratterizzati da un muro perimetrale costruito solitamente attorno a un monumento centrale o a una croce del sacrificio, attorniata da erba e fiori a simulare un giardino all'inglese. Sebbene vi siano differenze dovute all'architetto costruttore, il tipico cimitero britannico segue uno stile classico, con piccole modifiche variabili da dominion a dominion, e con costruzioni dall'elevato contenuto simbolico. Inizialmente le tombe erano contrassegnate da una croce in legno, ma dopo alcune critiche vennero rimpiazzate da semplici pietre di Portland, tutte identiche salvo per un simbolo religioso, un breve epitaffio, il nome, il reggimento e la data di morte del soldato. Per tutti gli anni venti l'opinione pubblica parlò molto dei cimiteri di guerra. Vi furono preoccupazioni riguardo agli oggetti lasciati dai parenti vicino alle tombe, che rompevano l'uniformità del complesso cimiteriale, mentre altri non gradirono l'eccessiva ingerenza dell'IWGC e criticarono la poca libertà che si dava ai familiari di personalizzare le tombe.
Nel 1919 in Francia il governo decise di riunire e seppellire i caduti in speciali cimiteri creati ad hoc, vietando altresì il rimpatrio a casa delle salme. I tradizionalisti cattolici esultarono, ma già nel 1920 il governo cambiò idea e vennero trasferiti nei luoghi di nascita o di residenza circa 300.000 corpi. I cimiteri francesi usano croci cattoliche per tutte le tombe tranne che per quelle dei caduti cinesi o islamici, e in genere sono più grandi di quelli britannici.
Più austeri e semplici sono i cimiteri tedeschi, costruiti attorno a prati privi di fiori o altre decorazioni. Spesso le tombe in ardesia si sviluppano negli heldenhaine, i "boschi degli eroi" con querce e dolmen. L'ultima ondata di cimiteri venne completata dopo l'avvento del nazismo, che ordinò la costruzione delle Totenburgen, le "fortezze dei morti" che servivano sia da cimitero che da memoriale, in alcuni casi ampliando i cimiteri già esistenti. Il tema ricorrente era il paesaggio naturalistico tedesco, abbellito da elementi modernisti a sottolineare le capacità degli artisti tedeschi. In Italia il governo fascista di Benito Mussolini volle posizionare i cimiteri nei luoghi chiave della guerra e nelle zone di confine dei territori rivendicati. Secondo il codice dell'ordinamento militare italiano cimiteri, ossari e sacrari di guerra costituiscono insieme i "sepolcreti", e sono, normalmente, patrimonio dello Stato. Ad essi sono equiparati il sacrario di Monte Zurrone di Roccaraso, il monumento sacrario dei Cinquantuno martiri di Leonessa, l'Ara pacis mundi di Medea; il sacrario nazionale "Mater Captivorum" di Melle e il tempio sacrario di Terranegra con il tempio nazionale dell'Internato ignoto. Di tutte queste opere si occupa il Commissario generale per le onoranze ai Caduti in guerra, istituito nel 1951 e alle dirette dipendenze del ministro della difesa.
Nell'Europa orientale, la Romania adibì a "cimiteri di guerra degli eroi" cimiteri già esistenti o ne costruì di nuovi nelle parti alte delle città o, ancora, nei campi di battaglia della guerra. In Russia invece il cimitero della fratellanza cittadina di Mosca venne riempito, oltre che con i morti della prima guerra mondiale, con quelli della guerra civile e con gli assassinati dalla polizia segreta; venne infine chiuso nel 1925 e trasformato in un parco per ordine dei bolscevichi. In seguito Stalin ordinò la distruzione delle chiese ortodosse e con esse scomparvero tutti i cimiteri di guerra rimasti.

#### Campi di battaglia

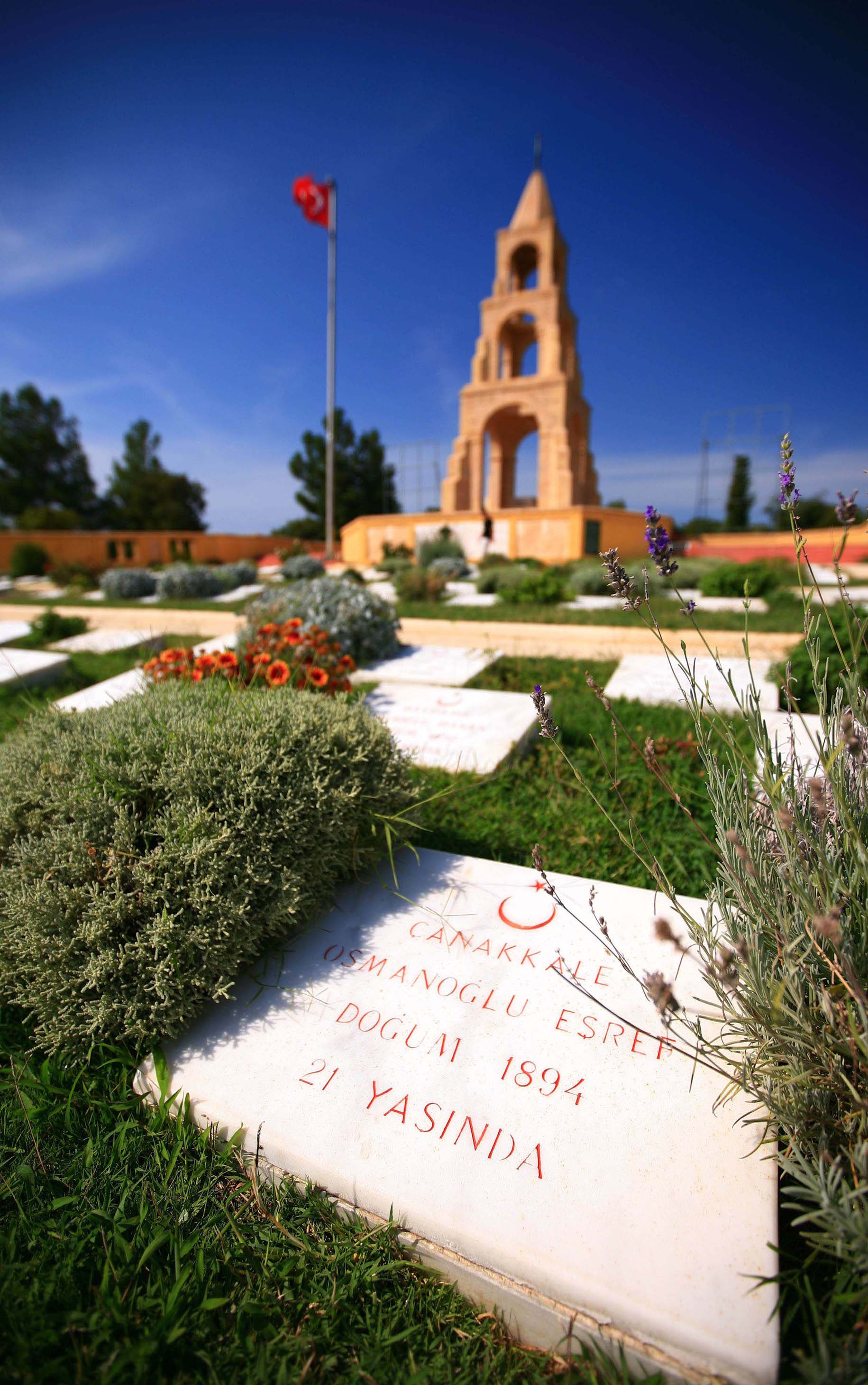
Uno dei cimiteri e monumenti turchi a Gallipoli

Vista l'importanza che alcuni campi di battaglia rivestirono durante il conflitto, molte nazioni decisero di consacrarne il terreno con memoriali e cimiteri. Il luogo più simbolico per i francesi fu Verdun, nel dipartimento della Mosa, per i britannici Ypres in Belgio e la Somme in Piccardia, per gli australiani e i neozelandesi Gallipoli in Turchia, e per i romeni Mărășești e Mărăști nella parte orientale del paese.
Nel Regno Unito inizialmente si pensò a celebrare solamente l'aspetto eroico dei combattimenti, ma nel 1921, dopo l'accordo siglato tra la Battle Exploits Committee e l'IWGC, si decise di commemorare anche la memoria dei caduti, così come stava avvenendo in altri paesi. L'omologo canadese della Battle Exploits Committee fu la Canadian Battlefields Memorials Commission, istituita nel 1920.

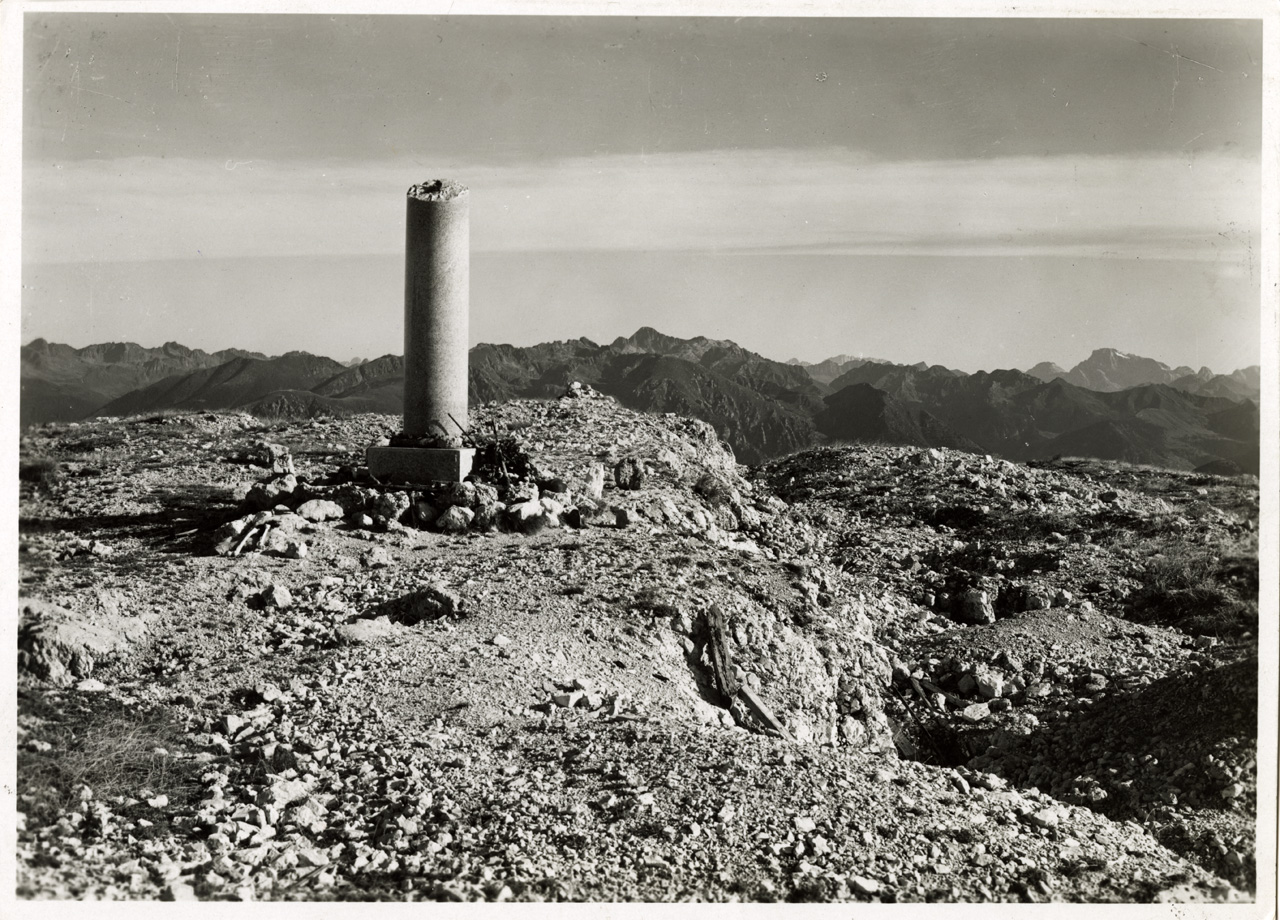
Cippo ai 20.000 caduti del Monte Ortigara.

Tra i tanti, si ricordano il memoriale canadese di Vimy, l'ossario di Douaumont finanziato dalle carità raccolte dalla diocesi di Verdun con luoghi di culto per cattolici, protestanti, ebrei e musulmani e il mausoleo di Mărășești voluto dalle autorità romene. L'intero campo di battaglia di Gallipoli venne ceduto nel 1923 dalla Turchia all'Impero britannico, che presto vi costruì un gran numero di cimiteri e memoriali attorniati da obelischi e piante originarie dell'Australia. Per quanto riguarda l'Italia, il Ministero della difesa si occupa di alcune zone monumentali legate alla prima guerra mondiale individuate dal già citato codice dell'ordinamento militare: esse sono i monti Pasubio, Grappa, Sabotino, San Michele e le zone di Castel Dante in Rovereto, monte Cengio, monte Ortigara e Punta Serauta della Marmolada.
I segni del passaggio del fronte occidentale attorno ai memoriali sorti nei campi di battaglia vennero rimossi per la maggior parte entro gli anni trenta. Tuttavia in alcuni casi, come quello della città di Ypres, i veterani si opposero alla ricostruzione sostenendo che le rovine stesse erano già di per sé un modo di ricordare le tre battaglie che portano il nome della città, che invece alla fine venne ricostruita. Allo stesso modo, alcuni ex combattenti proposero di lasciare il forte di Douaumont così come l'aveva lasciato la guerra, e addirittura di lasciare disboscata l'area. In molti memoriali comunque, come in quello di Beaumont-Hamel Newfoundland, sono stati preservati e restaurati alcuni tratti di trincea.
Nel Medio Oriente invece i lavori procedettero a rilento, e molti corpi rimasero in cimiteri temporanei fino al 1929.

#### Costi

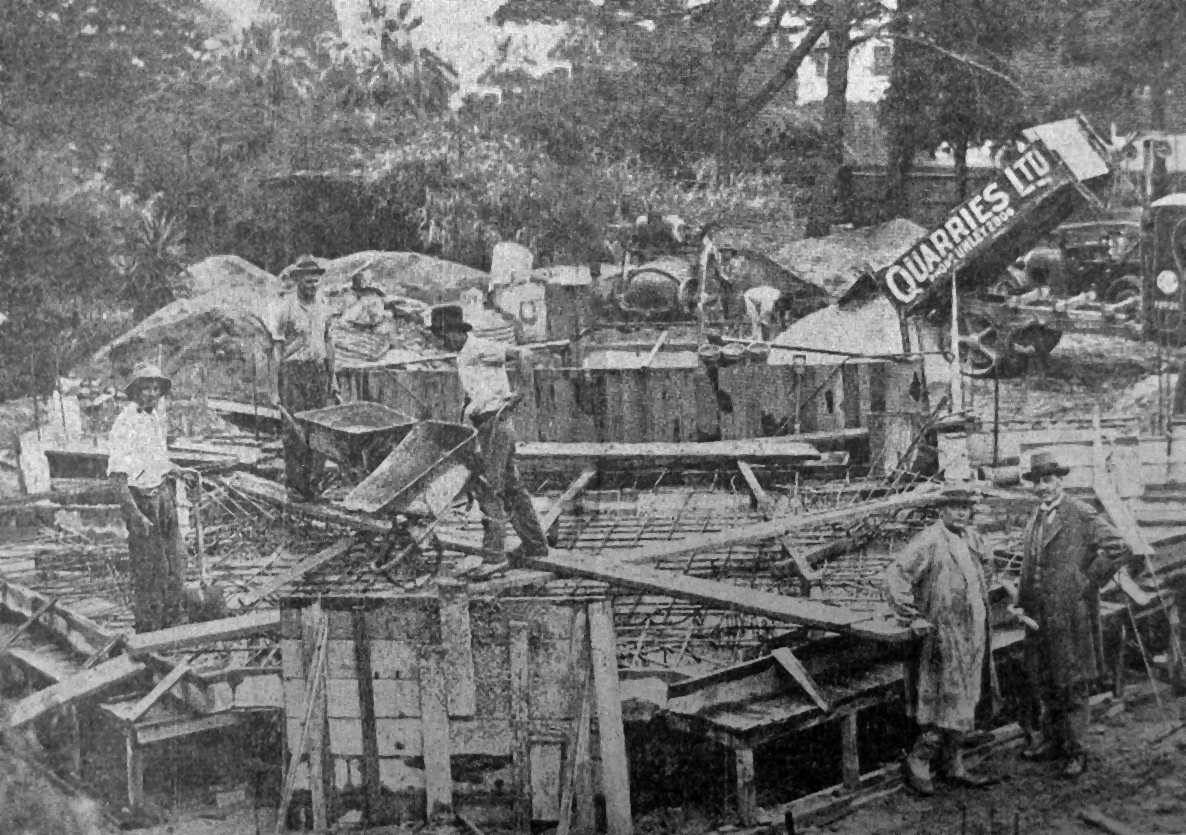
1928: operai al lavoro per costruire il National War Memorial di Adelaide, Australia

Fatta salva qualche eccezione, normalmente operai, progettisti e materiali coinvolti nella costruzione dei memoriali dovettero essere pagati. Dal più piccolo lavoro eseguito in un villaggio di provincia ai monumenti più grandi, ci furono contrattazioni per paghe, orari di lavoro e modalità di esecuzione dei lavori. La mole dei lavori mise anche in moto l'ingegno: una ditta del Lancashire ad esempio mise a punto un processo automatico per scolpire i nomi dei caduti sulla pietra, che fino a quel momento dovevano essere incisi uno a uno a mano. La grande depressione che stava affliggendo l'Occidente rese più difficile il reperimento dei fondi necessari, sicché alcuni progetti dovettero essere ridimensionati o annullati del tutto, ma, al tempo stesso, aumentarono gli affari per scalpellini, architetti, necrofori e, in misura minore, scultori.
Nel Regno Unito si considerò come unico modo corretto di finanziare i memoriali il ricorso al volontariato, ma ben presto si rivelò difficile raccogliere le somme di denaro richieste e le commissioni si attivarono in altri modi, inclusa la manipolazione psicologica. I risultati variarono da città a città: Glasgow con il suo milione di abitanti raccolse circa 104.000 £, mentre i 500.000 abitanti di Leeds ne racimolarono solo 6.000. Non sempre le idee arrivarono allo stadio pratico: il progetto di trasformare l'Imperial War Museum in un grande memoriale dedicato ai caduti venne accantonato per mancanza di fondi. Il prezzo medio dei memoriali cittadini britannici si attestò sulle 1.000-2.000 £, anche se ovviamente tutto dipendeva dalle dimensioni: il Royal Artillery Memorial, difatti, ebbe un costo totale di 25.000 £. La raccolta fondi in Australia fu sostanzialmente simile ma più diretta e incluse prestiti delle banche e donazioni fatte bussando porta a porta; il prezzo medio dei memoriali fu invece minore, dalle 100 alle 1.000 £, così come il prezzo più alto, 5.000 £. I grandi memoriali nei campi di battaglia seguirono invece regole a parte e ognuno ebbe un costo differente da quello degli altri. Il memoriale nazionale australiano di Villers–Bretonneux, ad esempio, costò all'IWGC e al governo australiano circa 40.000 £.

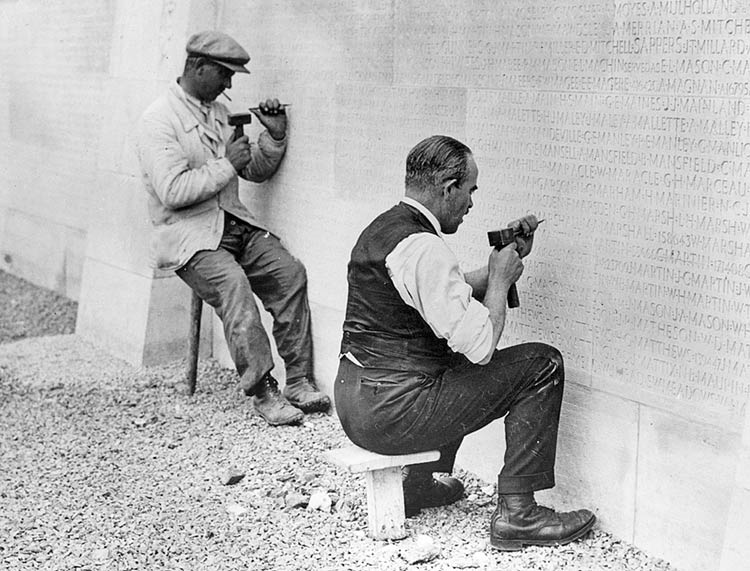
L'incisione dei nomi dei caduti nel memoriale di Vimy

Anche in Francia le donazioni volontarie furono importanti, ma, ancora una volta, l'intervento dello Stato fu più incisivo che in altri paesi. Nel 1919 il governo varò una legge che distribuiva fondi agli enti decentrati per costruire i memoriali, ripartiti in proporzione al numero dei caduti per ogni comune; ciononostante, i progetti più ambiziosi, come l'ossario di Douaumont, furono finanziati in gran parte grazie a fondi privati raccolti in Francia e all'estero. Ci vollero alcuni anni per arrivare ai 15 milioni di franchi richiesti per costruire l'ossario, una cifra già ridotta di un terzo dalla somma originale a causa della crisi economica. Volendo fare un paragone, un normale monumento cittadino costò attorno ai 300.000 franchi.

### Nuove modalità per commemorare i caduti

#### Le liste dei caduti
Ogni soldato, anche del grado più basso, venne giudicato degno di essere ricordato, e per questo una soluzione pratica e comune fu quella di incidere nei memoriali lunghe liste con i nomi dei soldati morti al fronte. Il memoriale di Thiepval, in Francia, ne riporta 73.357. A volte le liste vennero posizionate all'interno delle chiese, e quando non bastava lo spazio si ricorse a dei quaderni. Le liste possono essere in ordine alfabetico, come in Francia, quasi a ricordare un vero e proprio appello, o magari contenere qualche motto o breve epitaffio (nei cimiteri britannici ad esempio si legge spesso their name liveth for evermore, "il loro nome vive per sempre", una frase coniata dallo scrittore Rudyard Kipling che perse un figlio in guerra) o, ancora, includere od omettere il grado per porre i morti tutto allo stesso piano; quest'ultimo è il caso della Gran Bretagna. In Australia, dove i militari furono tutti volontari, sono stati trascritti i nomi di tutti i soldati, mentre in Nuova Zelanda, dove vigeva la leva obbligatoria, furono riportati solo i nomi dei caduti.
All'epoca, visitando i memoriali, si potevano vedere i parenti delle vittime toccare o baciare il nome del caduto, se non anche di ricalcarne il nome in un pezzo di carta da conservare a casa.
In Italia le liste di nomi cominciarono ad apparire dalla metà del 1920, ma a livello nazionale l'elenco dei caduti rimase incompleto e inaccurato per molti altri anni a venire.
Una iniziativa relativamente recente, di commemorazione del sacrificio dei soldati italiani nella prima guerra mondiale, tramite la digitalizzazione e riorganizzazione dei dati relativi a tutti i caduti italiani, è stata il “PROGETTO ISTORECO – ASCeT” (Vedi: ISTORECO Reggio Emilia  & ASCeT). Il progetto, realizzato congiuntamente a partire dal 2008 dalle due Associazioni e in costante ampliamento e aggiornamento alla data odierna (2025), è consistito nella creazione e ampliamento di un Database (DB) integrale, con tutti i dati dell’Albo D'Oro dei "Militari Caduti nella Guerra Nazionale 1915-1918” (Iniziativa editoriale in 28 volumi realizzata per R.D. del 22 novembre 1925, n. 2130). Il DB è stato meso in rete tramite un sito web, di consultazione pubblica. Albo dei Caduti Italiani della Grande Guerra (con il  patrocinio dal Ministero della Difesa ed altre Istituzioni.)  L’Albo digitale fornisce al pubblico uno strumento, in uso comune, universale e perpetuo, di accesso ai dati gratuito e facilitato. di più di 531 mila caduti. I dati raccolti godono di continue correzioni, aggiornamenti ed integrazioni, grazie a nuove ricerche o accesso a nuove fonti da parte della redazione del sito. Particolarmente meritevole, tra gli obiettivi del progetto, è il tentativo di definire il luogo di sepoltura preciso di tutti ii caduti registrati.

#### Cenotafi e tombe del milite ignoto

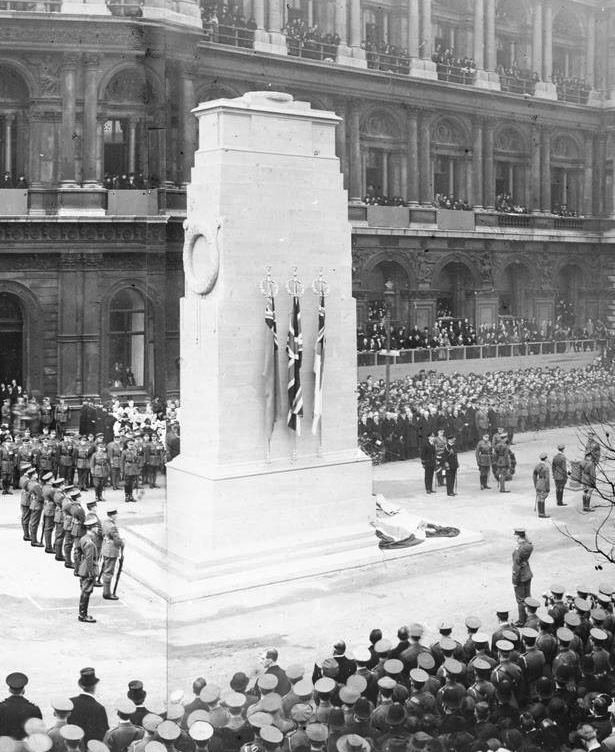
L'inaugurazione del cenotafio di Whitehall a Londra, 1920

Cenotafi e tombe dedicate al Milite Ignoto furono erette per onorare i soldati dispersi o il cui corpo era impossibile da identificare.
Nel 1919, in occasione della "marcia della vittoria" verso Parigi, si decise di costruire nella capitale un cenotafio temporaneo, a cui avrebbero dovuto rendere gli onori le truppe in parata. Nonostante l'opposizione giudicasse un simile monumento troppo cattolico, il primo ministro britannico David Lloyd George decise ugualmente di costruirne uno a Londra, dove era previsto l'arrivo di un'altra marcia della vittoria. Il cenotafio di Parigi venne rimosso subito dopo la sfilata perché giudicato dai politici troppo "germanico", ma quello britannico riscosse un grande successo e rimase aperto fino al 1920, quando prevalse l'opinione di demolirlo e di costruirne uno nuovo a Whitehall, inaugurato nell'Armistice Day del 1920, l'11 novembre, in mezzo a un tripudio di folla. La "moda" dei cenotafi si estese ben presto anche alle altre nazioni.
In contrasto alla tomba vuota del cenotafio nacque un nuovo tipo di memoriale, la tomba del Milite Ignoto. L'idea ebbe origine nel 1919 da un gruppo di veterani britannici, a cui però il governo inizialmente non prestò ascolto perché il successo del cenotafio di Whitehall fece credere inutile un nuovo memoriale. La situazione non cambiò fino al 1920, quando Francia e Regno Unito decisero di prelevare il corpo di un soldato ignoto e di seppellirlo in un adeguato monumento funebre. Le due tombe vennero inaugurate contemporaneamente nell'Armistice Day del 1920. Il "guerriero ignoto", come viene chiamato nel Regno Unito, riposa nell'abbazia di Westminster, mentre quello francese sotto l'Arco di Trionfo, una scelta questa intrapresa nel 1921. Come avvenne nel caso dei cenotafi, le tombe del Milite Ignoto si diffusero anche all'estero.

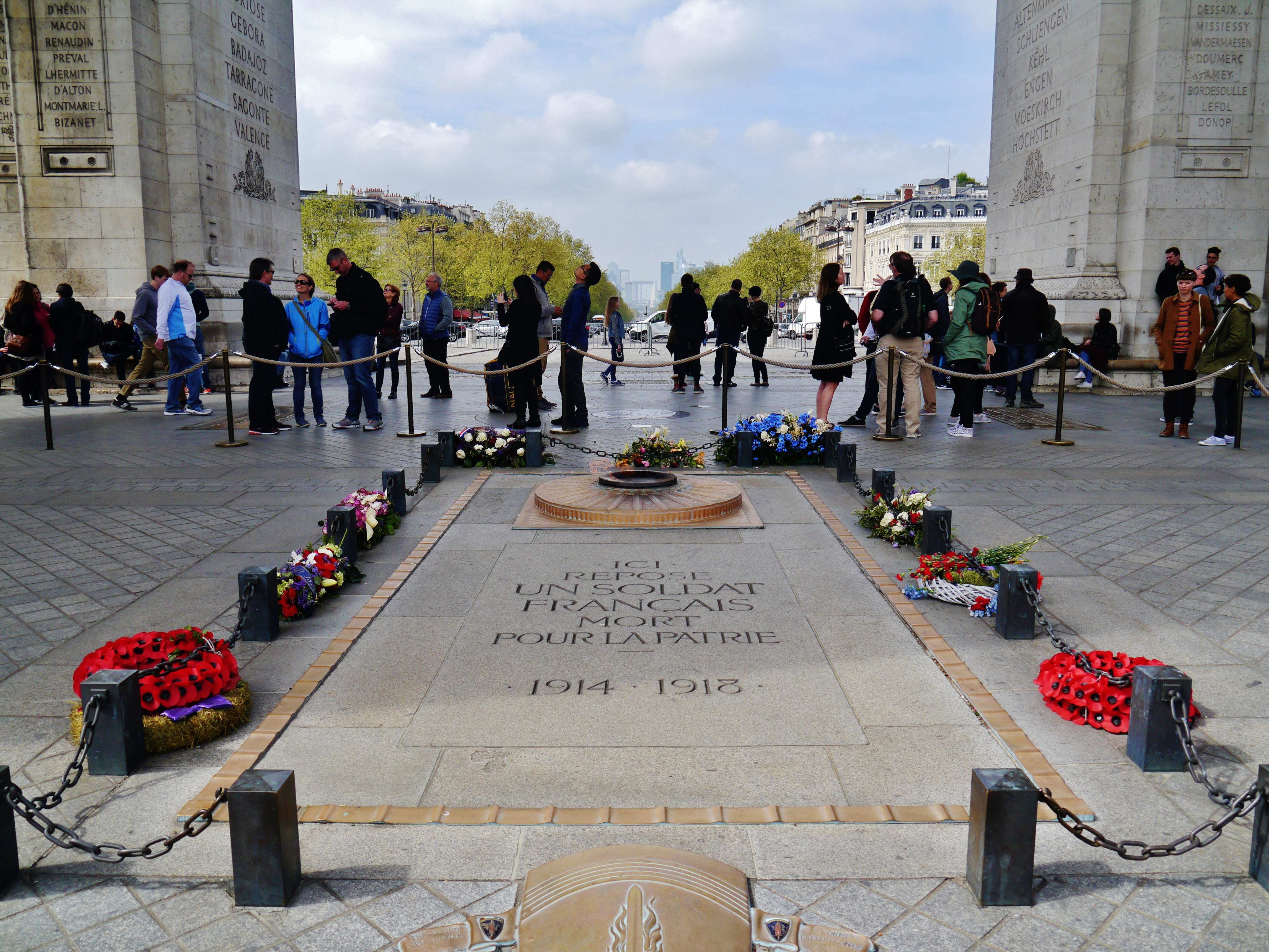
La tomba del milite ignoto francese sotto l'Arco di Trionfo di Parigi

La tomba del milite ignoto fu particolarmente sentita in Italia, forse a causa dell'elevato numero di corpi non identificati raccolti dal fronte. Il milite ignoto italiano fu scelto tra alcuni corpi non identificati da Maria Bergamas, madre del volontario irredento Antonio Bergamas che aveva disertato dall'esercito austro-ungarico per unirsi a quello italiano ed era caduto in combattimento senza che il suo corpo fosse mai ritrovato, e fu sepolto nel Vittoriano di Roma nel 1921. Il Governo Bonomi sperava che la tomba avesse aiutato a calmare le tensioni sorte dopo la guerra, ma nei fatti si rivelò un altro terreno sfruttato dalla propaganda del Partito Nazionale Fascista.
Lo stesso anno in cui veniva inaugurata in Italia la tomba del milite ignoto si fece altrettanto negli USA, al cimitero nazionale di Arlington. Nel 1936 l'opera aveva acquisito una media di un 1.500.000 visitatori l'anno, e in pratica funse da monumento nazionale non ufficiale alla prima guerra mondiale. In Germania invece si dovette aspettare il 1935, quando Hitler fece collocare i corpi di venti soldati sconosciuti caduti al fronte orientale nel Neue Wache di Berlino; in precedenza, durante la Repubblica di Weimar, erano stati proposti senza successo come luoghi di sepoltura il duomo di Magonza e la cattedrale di Ulma. Canada, Australia e Nuova Zelanda si sentirono rappresentate dal milite ignoto sepolto a Londra, e non costruirono nessuna tomba.

#### Cerimonie e pellegrinaggi

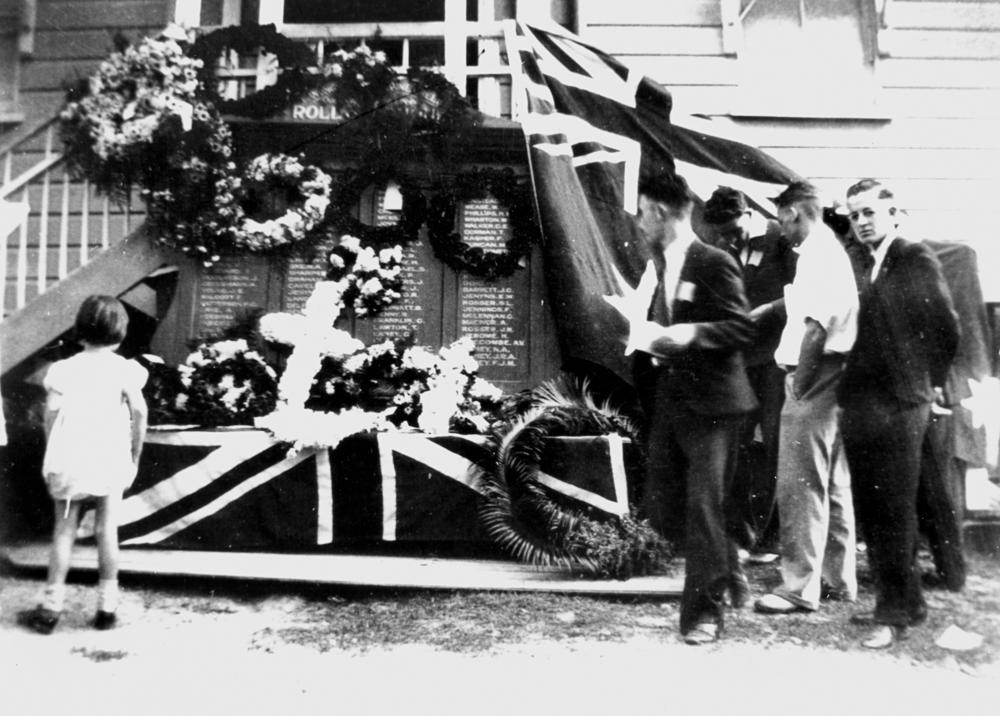
Cerimonia in occasione dell'ANZAC Day a Canungra, Australia, 1937

I memoriali vennero accompagnati da cerimonie di inaugurazione pubbliche e raduni annuali alla presenza di ex soldati, dignitari stranieri e parenti delle vittime di guerra. A volte le cerimonie erano (e sono) anche giornaliere. Alla porta di Menin, ad esempio, ogni sera dal 1928 un drappello di trombettieri chiude la strada che passa sotto il memoriale e intona un breve motivo musicale.
Nel corso della guerra nel Regno Unito si celebrava ogni 4 agosto il Remembrance Day (giorno del ricordo), sostituito dopo la fine delle ostilità dall'Armistice Day dell'11 novembre. Ogni anno, alle 11:00 di questo giorno, in tutto il paese si tengono cerimonie presso i vari memoriali precedute da due minuti di silenzio. Al primo Armistice Day del 1919 il cenotafio di Whitehall totalizzò cinquecentomila visite in quattro giorni, con tanto di copertura mediatica e, dal 1928, anche radiofonica. Inizialmente anche i delegati stranieri porgevano una corona d'alloro, ma la pratica cadde in disuso negli anni trenta. In Francia le prime analoghe cerimonie vennero organizzate dalle associazioni combattentistiche, ma nel 1921 il governo, preoccupato per il calo di lavoro che si generava l'11 novembre, spostò le cerimonie alla prima domenica utile. Le proteste che seguirono, comunque, portarono a dichiarare l'11 novembre festa nazionale. Oltre alle classiche deposizioni di corone di alloro e di fiori ai piedi dei memoriali, solitamente un orfano di guerra faceva l'appello dei caduti, a cui la folla rispondeva all'unisono dopo ogni nome con la frase "Mort pour la France". A differenza di quelle britanniche, le cerimonie francesi non contemplavano simboli di stampo militare.
Oltre all'Armistice Day sono altre le ricorrenze in cui si ricordano gli eventi della Grande Guerra. In Australia e Nuova Zelanda ogni 25 aprile (anniversario del primo sbarco dei soldati australiani e neozelandesi a Gallipoli), dal 1916, si celebra l'ANZAC Day in ricordo dei caduti di tutte le guerre; in Francia il 23 giugno a Verdun ricorre la Fêtes de la Victoire; nel Regno Unito degli anni venti e trenta la prima domenica più vicina al 1º luglio si ricordavano i caduti della Somme nei relativi memoriali; mentre in Romania, nello stesso periodo, i caduti venivano ricordati in occasione dell'ascensione di Gesù e il 6 agosto si tenevano cerimonie a Mărășești.

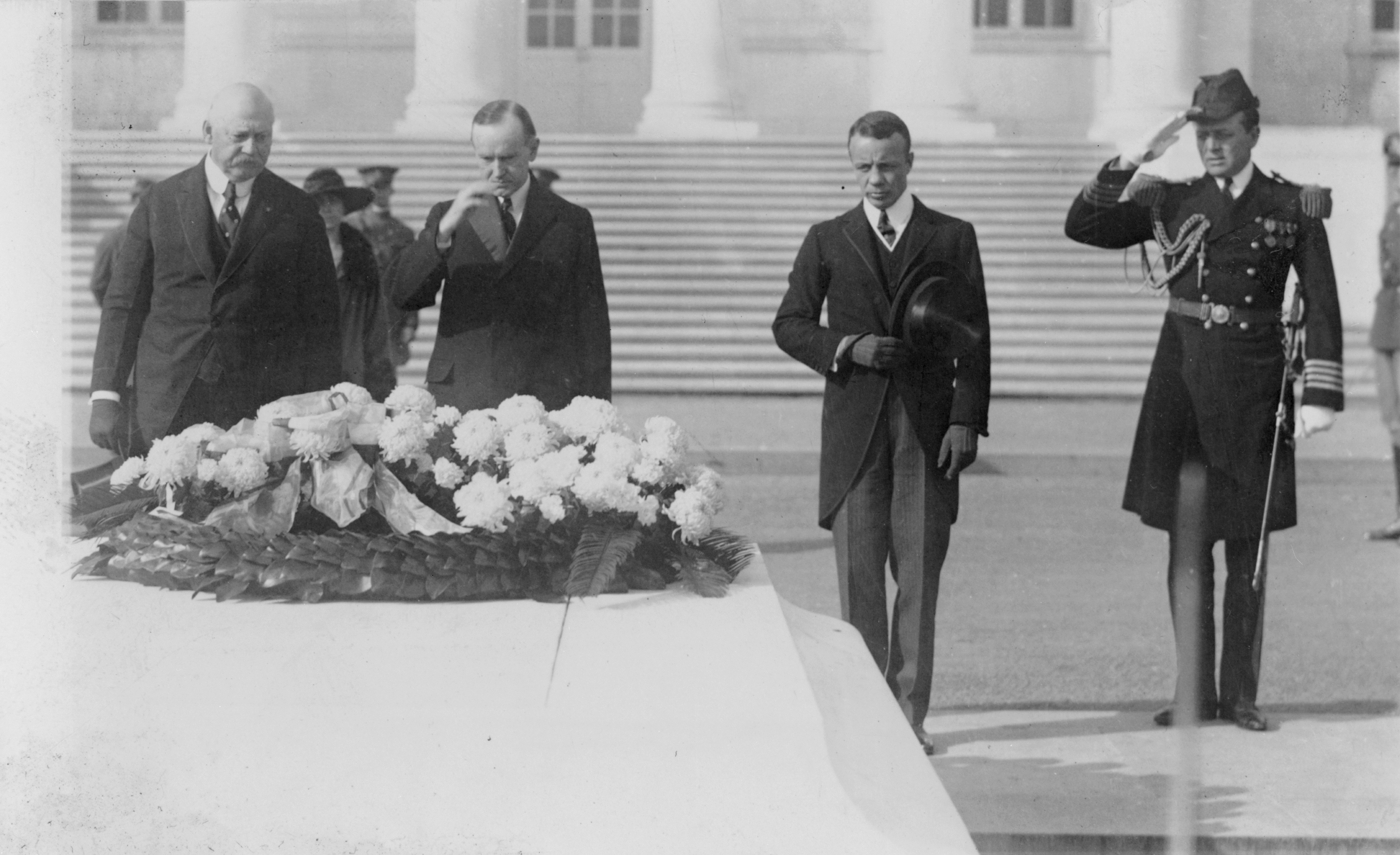
Il presidente statunitense Calvin Coolidge alla tomba statunitense del milite ignoto, nel 1923

Nel periodo interbellico divennero popolari anche veri e propri pellegrinaggi verso i memoriali, dal forte carattere spirituale e religioso più che militare, spesso organizzati in concomitanza degli anniversari. Nei siti del fronte occidentale i pellegrinaggi durarono per alcune decadi, diminuendo però dagli inizi degli anni trenta in poi. Furono famosi i pellegrinaggi dei fiamminghi in Belgio, dei francesi a Verdun, dei britannici alla porta di Menin, dei canadesi a Vimy e degli australiani a Gallipoli. Sempre più spesso i pellegrini riportarono a casa souvenir, guide per visitatori e libri acquistati nei pressi dei memoriali. In Romania, almeno fino al 1939, i pellegrinaggi vennero organizzati con regolarità dalla Società ortodossa delle donne romene con l'appoggio dello Stato e della Chiesa. In Germania fece altrettanto il Partito nazista, mentre in Italia il governo arrivò addirittura a disincentivare iniziative private, supportando esclusivamente i pellegrinaggi organizzati da istituzioni statali.

### Il rapporto con la politica

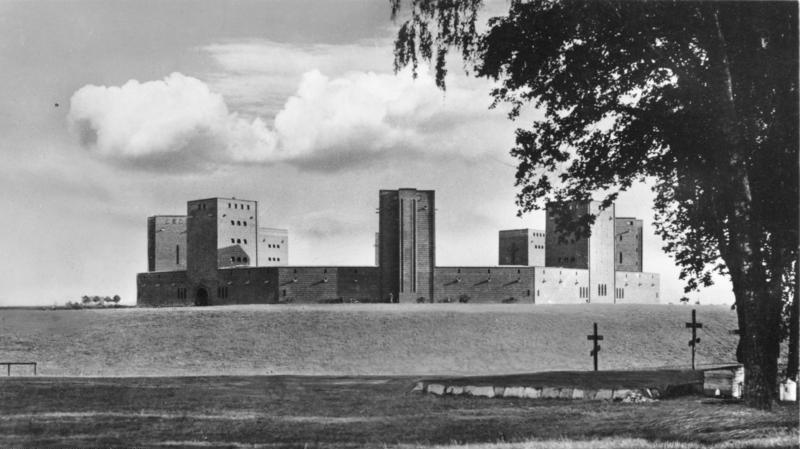
Il memoriale di Tannenberg tedesco

I memoriali della prima guerra mondiale si intrecciarono spesso con il mondo della politica, vuoi per le discussioni sulle modalità di costruzione o sullo stile architettonico da adottare, vuoi per il simbolismo che li caratterizzava.
Sono pochi i memoriali che comunicano un messaggio di pace, principalmente perché nel dopoguerra il senso comune era che la guerra era stata vinta grazie al sacrificio dei tanti e alla potenza di fuoco. Quando iniziò a prendere piede il pacifismo, tuttavia, i sostenitori della pace tennero dei comizi ai piedi dei memoriali come monito per evitare altre stragi. Ci fu disaccordo tra chi supportava grandi cerimonie per esaltare le gesta dei figli della Patria, e chi invece accusava lo Stato di distrarre le masse sui morti che aveva causato la guerra e le misere condizioni di vita dei veterani.

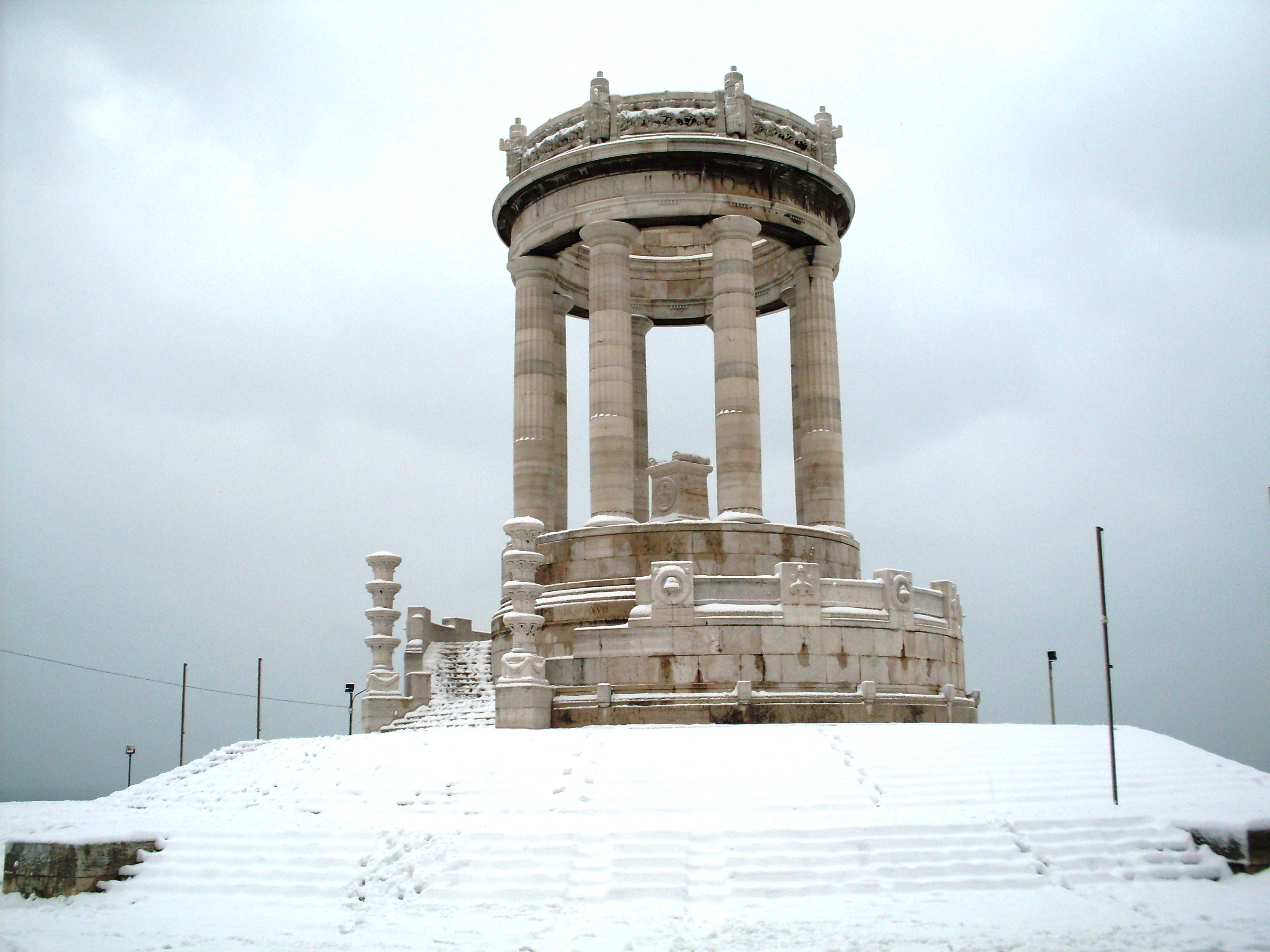
Il monumento ai caduti di Ancona

Le differenze religiose e sociali resero difficile edificare dei memoriali approvati da tutte le compagini sociali. Negli Stati Uniti la lontananza tra Stato e Chiesa scoraggiò l'uso di croci nei cimiteri, come avvenne anche in Australia e Regno Unito, dove però la decisione venne presa per non escludere le comunità ebraiche. In Francia invece, sebbene un divieto del 1905 ne vietasse l'uso nei monumenti, le croci cattoliche furono largamente diffuse. Nel Canada gli attriti tra la popolazione anglofona e quella francofona furono tali che nel memoriale di Montréal dovettero essere posizionate due croci del sacrificio, una nel cimitero di guerra protestante e una in quello cattolico, ma le critiche non cessarono neanche dopo l'inaugurazione del monumento.
Dopo che ottenne l'indipendenza dal Regno Unito nel 1922, l'Irlanda non dedicò molta attenzione al ricordo dei caduti e le cerimonie vennero in gran parte ignorate dalle masse. Il tentativo di piantare l'Irish National War Memorial Gardens a Dublino venne ostacolato dal Partito repubblicano e infine bloccato nel 1939. Per contrasto, gli unionisti in Irlanda del Nord enfatizzarono il loro intervento nella Somme e si comportarono in maniera opposta ai loro avversari politici e ideologici, costruendo memoriali nelle principali città del paese. I memoriali furono motivo di contenziosi anche in altre regioni multietniche d'Europa. Nel 1930 venne aperta nelle Fiandre la torre dell'Yser (IJzertoren) a Diksmuide, che oltre a commemorare i sacrifici della guerra rafforzava l'identità fiamminga ricordando i soprusi subiti dai fiamminghi durante la guerra da parte delle autorità belghe. Più ad est sopravvivevano ancora discordie tra i romeni e gli ungheresi della Transilvania, di recente annessa alla Romania; non a caso nelle tombe e in altri memoriali ungheresi è stata scolpita come data di inizio del conflitto il 1914, in quelle romene il 1916.

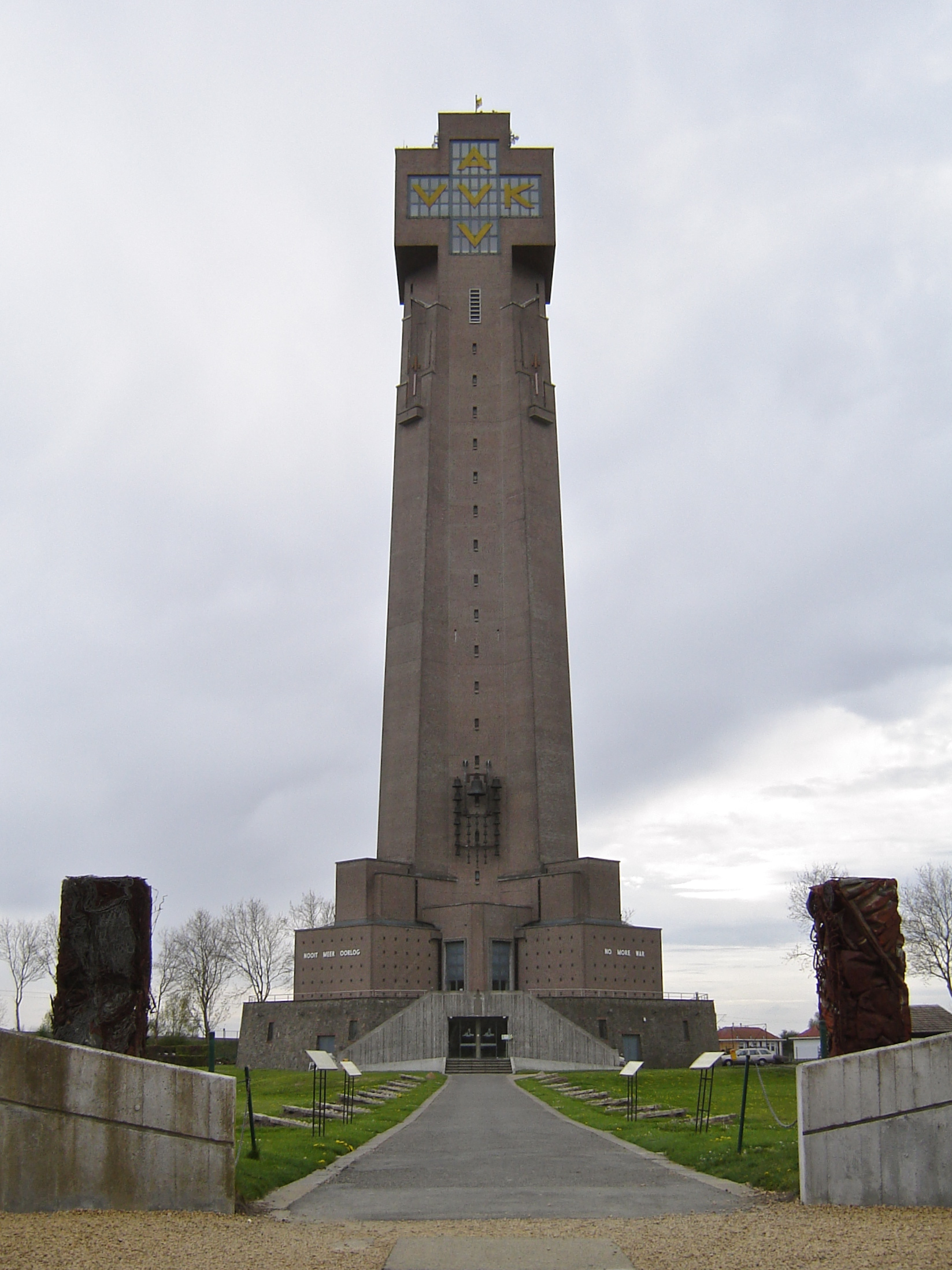
La nuova torre dell'Yser fiamminga

In Italia i memoriali giocarono un ruolo chiave nel programma del governo di Mussolini, che li sfruttò per esaltare le gesta della Patria, l'immagine del Partito fascista e per glorificare i morti che avevano dato prestigio all'Italia e avevano cambiato il corso della storia. Mussolini ebbe un atteggiamento meno entusiastico verso la tomba del Milite Ignoto, che associava ai governi del passato, ma il forte impatto che questa aveva sulla società permise che vi venissero comunque effettuate cerimonie e parate militari. Pari importanza ebbero i memoriali nella Germania di Hitler. Quando iniziarono le persecuzioni contro gli ebrei i nazisti provarono a eliminare tutti i loro nomi dai memoriali, ma la cosa si rivelò impossibile a livello pratico. Il governo licenziò allora una legge che ne proibì l'aggiunta per il futuro in qualsiasi tipo di memoriale. Le opere dello scultore Ernst Barlach, oppositore della guerra, vennero distrutte o confiscate, così come avvenne per altri memoriali giudicati colpevoli di veicolare messaggi inappropriati.

### Architettura

#### Visione d'insieme
Gran parte dei progettisti cercarono, come scrive lo storico statunitense Jay Winter, di rendere i memoriali nobili, edificanti, tragici e "sopportabilmente" tristi. Lo stile architettonico più usato fu il classico, frutto del conservatorismo delle commissioni (poco propense ad ascoltare il parere degli artisti) e della sua bellezza sempre attuale, preferita a stili più moderni ma magari più aleatori e passeggeri. Per ovviare ai problemi di scarsa qualità dei materiali impiegati sorsero in alcuni casi dei comitati incaricati di seguire i lavori.
Tra i tanti artisti diventati famosi si ricordano i britannici Edwin Lutyens, Herbert Baker, Reginald Blomfield, Charles Holden, Charles Sargeant Jagger, Gilbert Ledward ed Eric Gill, l'australiano Pietro Porcelli e la tedesca Käthe Kollwitz.

#### Simbolismo

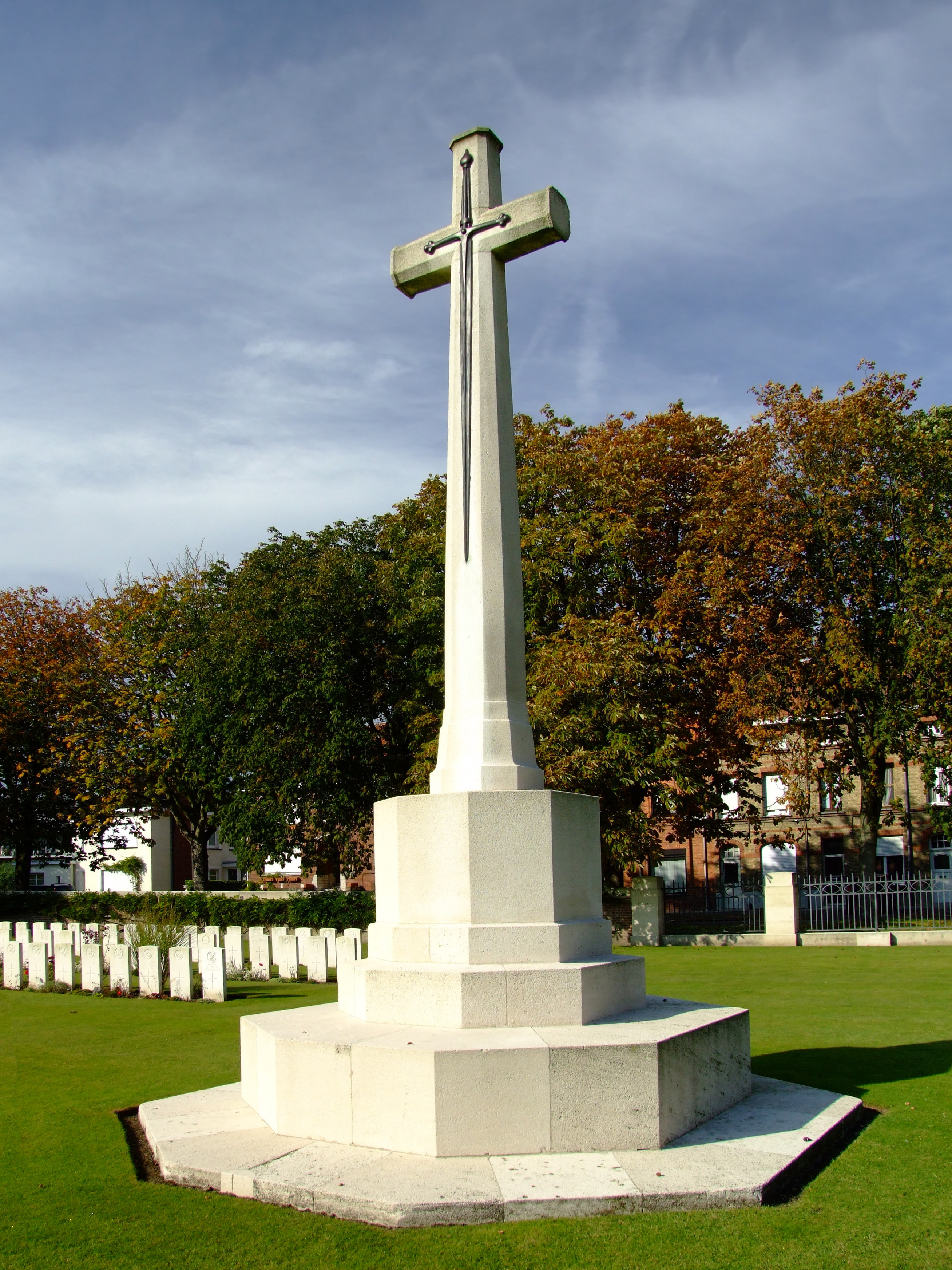
L'architetto inglese Reginald Blomfield fece un largo uso di croci del sacrificio

I memoriali della prima guerra mondiale sono carichi di simboli e allegorie nazionali, come ad esempio il gallo francese, e non, come il normale fante che spesso ricorre nei monumenti.
I temi più ricorrenti sono la morte e la vittoria. Molti soldati britannici e canadesi sono stati scolpiti intenti ad alzare gli elmetti o i fucili al cielo in segno di vittoria, un gesto introdotto durante le guerre boere. Nei memoriali cittadini degli stessi paesi è ricorrente anche la dea greca Nike, personificazione della vittoria, spesso nell'atto di indicare ai soldati la via del trionfo. La morte è presente con immagini di vedove e orfani piuttosto che con una personificazione, probabilmente perché si è enfatizzato il sacrificio dei soldati in quanto tale piuttosto che la richiesta dei loro corpi da parte della morte. Immagini femminili indicano spesso pace, civilizzazione e umanità.
La più importante fonte di simboli, comunque, è il cristianesimo. La croce è largamente usata quale simbolo di speranza e sofferenza, sia essa cristiana come in Francia od ortodossa nell'Europa orientale o ancora celtica nel Regno Unito e in Irlanda, ancorché quest'ultima giudicata volgare dagli architetti di stampo classico. Benché criticate perché escludevano le altre fedi, nei cimiteri del Commonwealth vennero impiantate oltre 1.000 croci del sacrificio, un adattamento in stile classico della croce cristiana ideato dall'architetto Reginald Blomfield. I memoriali tedeschi fanno un uso estensivo di immagini raffiguranti la Vergine Maria prendersi cura di suo figlio, ricalcando la pietà. Nel paese teutonico ci furono discussioni se far prevalere la croce cristiana o la Croce di Ferro.
Un'altra immagine ricorrente è la crocifissione.
Per i soldati dell'Impero britannico non credenti o di una religione diversa dal cristianesimo Lutyens disegnò per l'IWGC la Grande pietra della rimembranza, detta anche Pietra della guerra: si tratta di una grande e semplice pietra priva di simboli cristiani derivata dalle tombe imperiali delle dinastie Ming e Qing, da molti definita quasi un sarcofago, intesa come altare per evocare il tema del sacrificio. Come nota lo storico Xu Guoqi, tuttavia, il ruolo cinese negli eserciti Alleati rimane ancora privo di un'adeguata commemorazione.

#### Stile classico

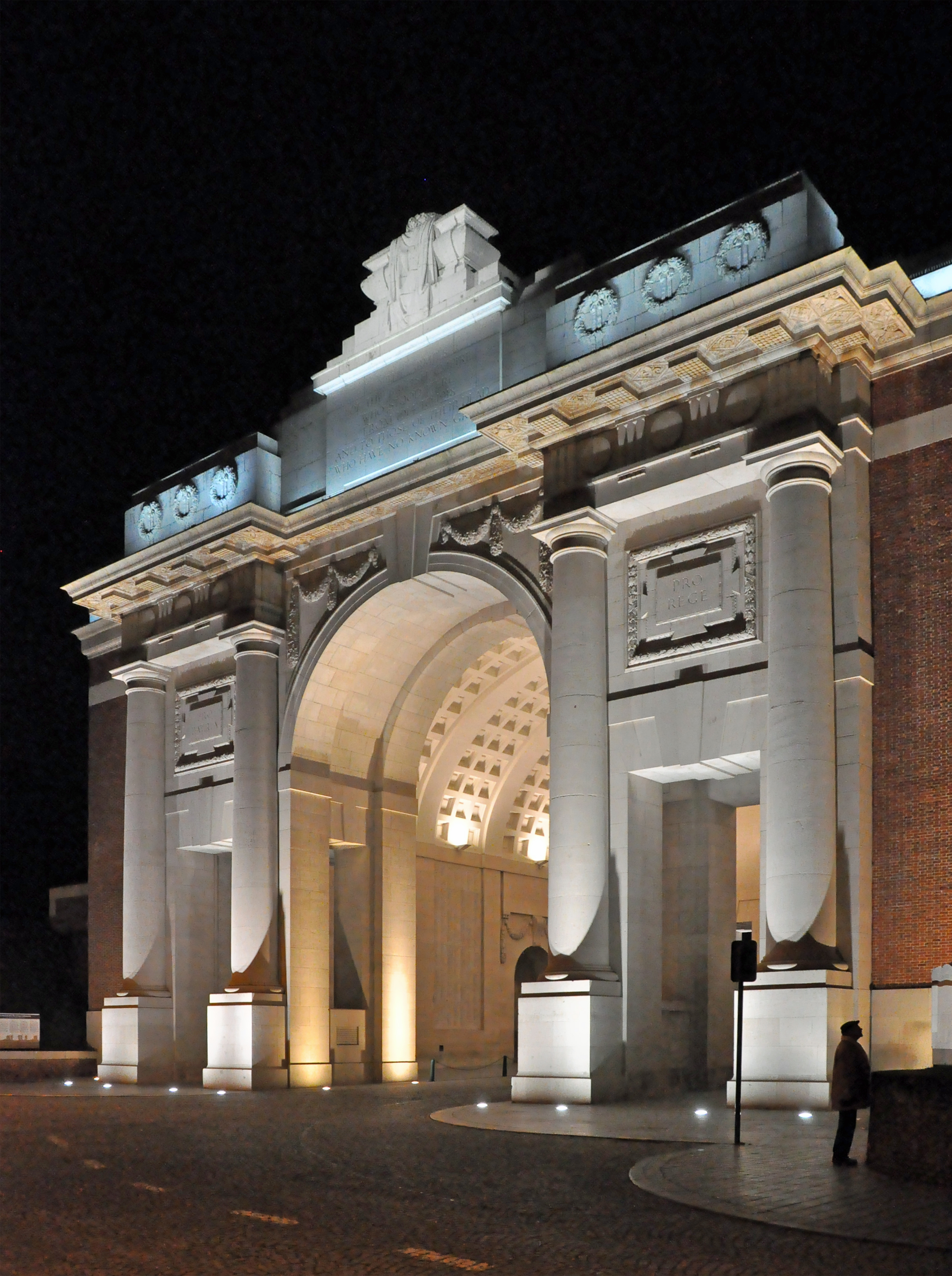
La porta di Menin a Ypres, costruita in stile classico

Lo stile classico è comune a molti memoriali. Molto popolare anche tra i monumenti antecedenti la Grande Guerra, venne usato riprendendo stili e simboli greci e romani; in questo contesto si rivelò centrale il concetto della "bellezza della morte": soldati morenti ma comunque eroici, sereni, in pace per aver compiuto il loro dovere scolpiti nei memoriali con le fattezze dei guerrieri omerici. Il simbolismo classico venne spesso impiegato per distanziare l'osservatore dalla morte, facendo appello alle allegorie del sacrificio, della giustizia e della vittoria per rendere più sopportabili i lutti.
Alcuni architetti inserirono un gran numero di simboli e per questo vennero criticati dai classicisti tradizionali per aver "appesantito" troppo i monumenti, ma altri, come Lutyens, semplificarono lo stile fino a dargli un senso quasi astratto per focalizzare l'attenzione sul senso del sacrificio. Ne è un esempio il memoriale di Thiepval, i cui archi principali, al di sopra dei quali ne sorgono altri ancora, è stato descritto dallo storico Jay Winter come "la realizzazione del nulla".
Molti memoriali e cimiteri sono circondati da un muro per dare ancora di più l'impressione di entrare in un luogo sacro.
Altro elemento mutuato dallo stile classico è l'entasi per le colonne (rigonfiamento del fusto a circa un terzo della sua altezza).

#### Stile medievale
In alcune nazioni, principalmente Germania e Regno Unito, i memoriali sono stati costruiti seguendo i canoni dello stile medievale. Uno di questi è la tomba del guerriero ignoto a Westminster, sepolto in un vero sarcofago medievale impreziosito con la spada di un crociato. Alcuni memoriali sono stati inclusi in edifici di epoca medievale già esistenti, fondendo così il vecchio con il nuovo. Lo Scottish National War Memorial in stile baronale scozzese, ad esempio, si trova all'interno del castello di Edimburgo. Anche le totenburgen e il memoriale di Tannenberg con la sua forma a castello ricordano il periodo medievale. Sempre in Germania, si scelse di ristrutturare veri edifici risalenti al Medioevo per farne dei memoriali, come fu fatto nelle località di Dorsten e Dülken.

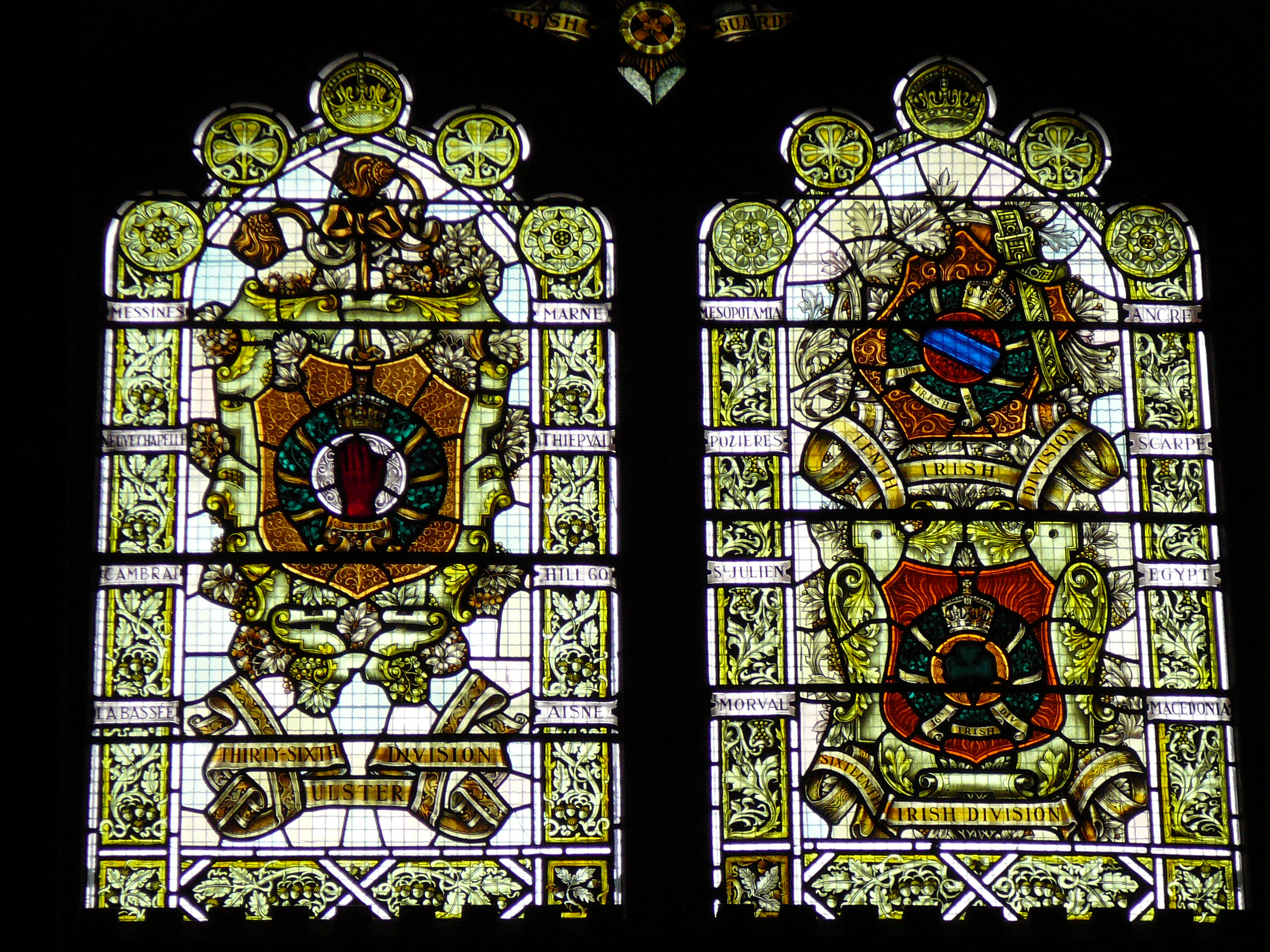
Una finestra in stile medievale all'interno della Guildhall di Derry. Si può notare a sinistra lo stemma della 36th (Ulster) Division con la relativa mano rossa dell'Ulster e, a destra e partendo dall'alto, gli stemmi della 10th e 16th (Irish) Division. Tutte e tre le divisioni combatterono della Grande Guerra

Le finestre delle cappelle dei memoriali possono combinare elementi medievali e moderni, inclusi cavalieri in armatura, fucili, carri armati, aeroplani e bandiere nazionali. Nei progetti britannici di stampo medievale è ricorrente San Giorgio, patrono dell'Inghilterra; suoi omologhi canadesi sono il condottiero crociato e la Tavola rotonda di re Artù.
In un periodo di grande incertezza, lo stile medievale, apparentemente immutabile e perso in un passato molto remoto, aiutava a risanare le discontinuità e le ferite provocate dal conflitto. Seppellendo i morti recenti accanto a quelli caduti secoli prima si volle affermare il principio che nessuno sarebbe mai stato dimenticato; la cosa venne enfatizzata ad esempio dal decano di Westminster, che fece notare che il guerriero ignoto della prima guerra mondiale avrebbe riposato in eterno accanto ai suoi avi "sassoni e normanni, plantageneti e Tudor". Lo stile medievale venne supportato da istituzioni quali il Victoria and Albert Museum, dal movimento Arts and Crafts e dai fautori dell'architettura neogotica.

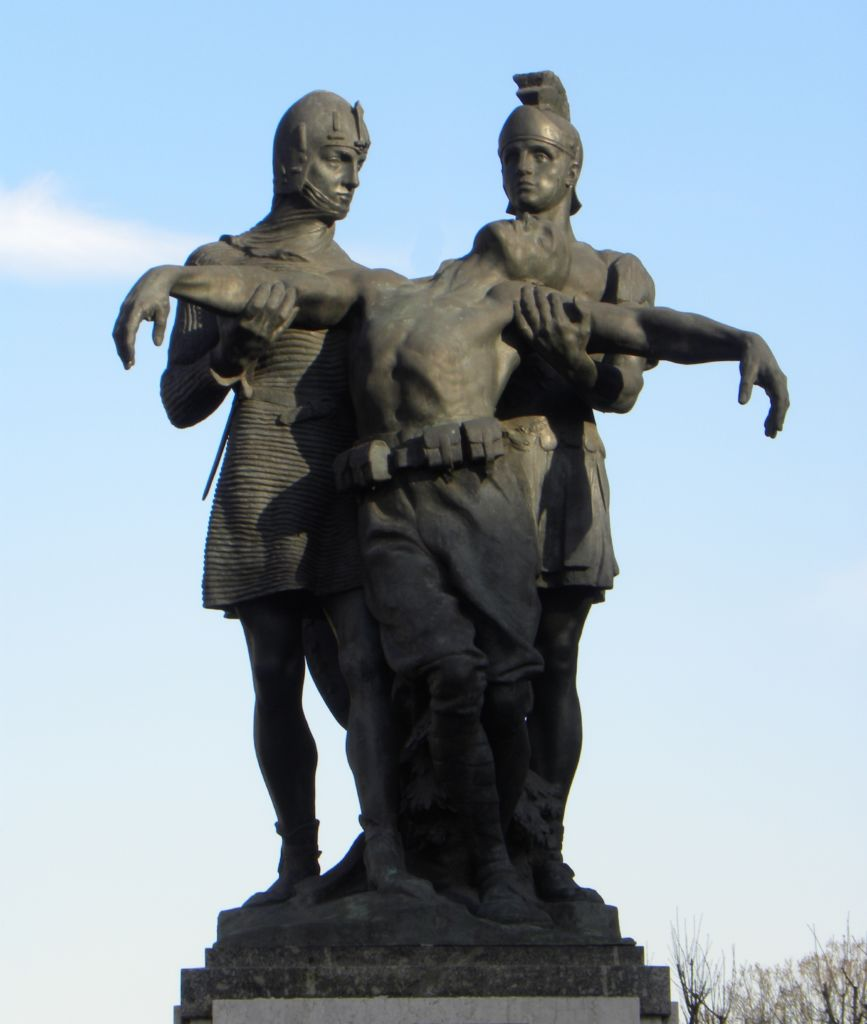
Il monumento ai caduti di Porta Romana a Milano (Enrico Saroldi, 1923).

In Italia esistono pochi esempi di monumenti con soggetti o elementi stilistici ispirati al Medioevo. Talvolta il ricorso ad architetture e stilemi medievaleggianti fu dettato dalla necessità di armonizzare il manufatto commemorativo con l’ambiente circostante. Altrove, il richiamo al Medioevo, comunque accostato ad elementi classici, serviva ad esaltare l'identità locale, come nel monumento di Porta Romana a Milano, Esaltazione di nostra stirpe eroica, composto da tre figure rinvianti alla romanità, al Medioevo comunale e alla contemporaneità: un fante morente è sorretto da un legionario romano, personificazione dell’Italia unita, e da un guerriero della Lega lombarda, simboleggiante l’identità di Milano.
Nei memoriali cattolici o ospitanti simbologie religiose è più frequente l’imitazione di stili e iconografie medievali. L'imponente Tempio monumentale ai caduti di Modena ha un’impostazione neoromanica ed ospita un ciclo di ventisei vetrate, dell’artista Guglielmo Da Re, dove erano presenti simboli religiosi universali, santi protettori – alcuni dei quali patroni di armi ed eserciti, come Giovanna d’Arco –, iscrizioni rinvianti al cliché sacrificale del soldato caduto per la patria e rimandi alla contemporaneità nei medaglioni circolari. L’iconografia cristiano-medievale ricorre anche nell'ossario del Monte Pasubio: la struttura ruota attorno all'icona sacra della Madonna Immacolata, circondata da una teoria dei santi guerrieri, rappresentati secondo l’iconografia medievale dall'artista Tito Chini. Spiccano le raffigurazioni di San Giovanna d’Arco e San Giorgio, patrono d’Inghilterra, e i santi protettori di varie specialità del Regio Esercito: San Martino, patrono della fanteria, Santa Barbara, degli artiglieri, e la Madonna di Loreto, dell’aviazione. Iconografie e simbologie cristiano-medievali analoghe compaiono anche nella vetrata ai caduti della cappella Fioravanti, opera di Giovanni Tolleri del 1937, all'interno della chiesa di San Francesco a Pistoia. In questi esempi, le iscrizioni e gli altri elementi iconografici rappresentavano i soldati italiani come martiri immolatesi a difesa della patria e della fede, rilanciando motivi cari al cattolicesimo nazionalista, che intrecciavano dolore e consacrazione dell’impresa bellica, ribadendo la conciliazione tra patria e cristianesimo.

#### Altri stili

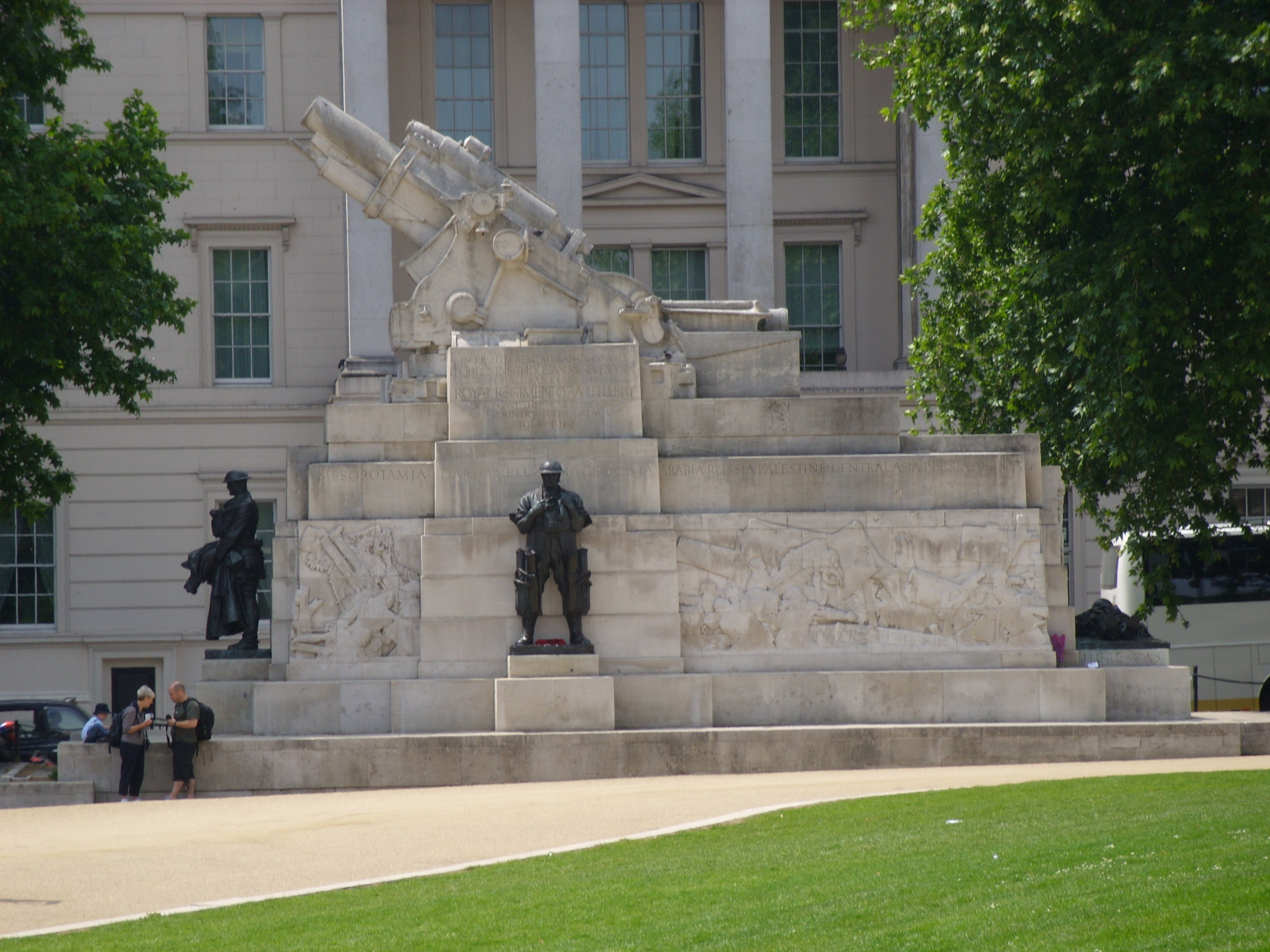
Il Royal Artillery Memorial di Londra raffigura una replica ingrandita in pietra dell'obice da 9,2 pollici

Oltre a quanto già scritto, vi è anche una minoranza di monumenti del periodo interbellico realizzati seguendo modernismo, realismo, Art Nouveau e Art déco. Tra i pochi monumenti a usare quest'ultimo stile si annoverano l'ossario di Douaumont e l'ANZAC War Memorial di Sydney, tra l'altro l'unico memoriale al mondo a raffigurare un soldato nudo.
Lo stile classico, la bellezza della morte, vennero messi in discussione nel Regno Unito da Eric Gill e Charles Sargeant Jagger. Jagger usò il realismo per il suo Royal Artillery Memorial, dove la riproduzione di un obice da 9,2 pollici che torreggiava in cima al monumento era stata deliberatamente ingigantita per offrire un impatto de-umanizzante. Osteggiato dalla stampa, il monumento venne invece apprezzato dai veterani, che lo giudicarono in grado di trasmettere emozioni che i monumenti in stile classico non davano. In Germania un monumento unico nella sua forma è il memoriale navale di Laboe, originariamente dedicato ai marinai della Kaiserliche Marine.

## Dalla seconda guerra mondiale in poi
Il fenomeno dei memoriali nato dopo la Grande Guerra non si ripeté dopo la seconda guerra mondiale. Spesso per ricordare i morti e gli eventi dell'ultimo conflitto si usarono i memoriali già esistenti, magari aggiungendo i nomi di altri caduti, facendo così perdere ai memoriali "l'esclusività" che li aveva accompagnati fino a quel momento. La tomba del Milite Ignoto di Washington, ad esempio, venne allargata negli anni cinquanta con i corpi di soldati caduti nella seconda guerra mondiale, nella Guerra di Corea nella Guerra del Vietnam anche se poi con le moderne tecniche di analisi del DNA il milite ignoto del Vietnam fu riconosciuto e restituito alla famiglia. Il sepolcro rimase quindi vuoto e fu assunto a memoria dei dispersi di tutte le guerre. In altri casi, come per l'Australian War Memorial inaugurato nel 1941, i memoriali iniziati tra i due conflitti ma completati a guerra già iniziata assunsero la nuova funzione di commemorare entrambi i conflitti. Cerimonie ed eventi commemorativi vennero ridotti o semplificati (tra le altre, oggi sopravvivono l'ANZAC Day e il Remembrance Day - successore dell'Armistice Day) e anche la manutenzione dei siti ne ha risentito in negativo. In alcune città i monumenti sono stati spostati o resi meno visibili per effetto della trasformazione del paesaggio urbano.

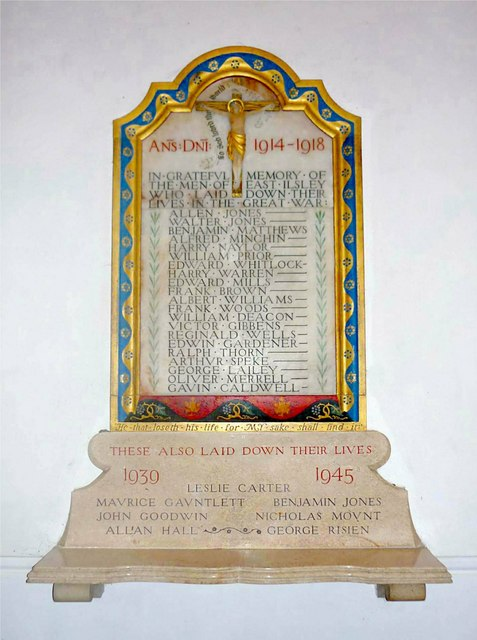
Il memoriale di East Ilsley riporta i caduti di entrambe le guerre mondiali

La caduta dei regimi dittatoriali in Germania e in Italia provocò l'abbandono dei pellegrinaggi e la caduta in disuso di molte cerimonie annuali. A causa dei nuovi confini alcuni memoriali si ritrovarono sotto nuove entità nazionali; il memoriale di Tannenberg, ora in Polonia, venne demolito nel 1949 e con i materiali raccolti si costruì la sede del partito sovietico. In Belgio la torre dell'Yser venne associata al fascismo e venne fatta saltare in aria nel 1946 dagli attivisti anti-fiamminghi. Anziché costruire un nuovo monumento nazionale, i fiamminghi riuscirono a costruire una nuova torre. In Romania il partito comunista vietò le celebrazioni nel giorno dell'ascensione e le masse vennero indirizzate al ricordo dei sacrifici sofferti dall'Armata Rossa durante la seconda guerra mondiale.
Solamente in Canada si costruirono nuovi memoriali dedicati alla prima guerra mondiale, spesso però combinati ai memoriali dei conflitti successivi.
L'attenzione verso la prima guerra mondiale ritornò a crescere negli anni novanta, spinta dagli studi accademici sugli aspetti socio-culturali del conflitto e dal ricambio generazionale verificatosi in molte nazioni. Scomparse le persone che avevano vissuto e combattuto durante la Grande Guerra, diventò importante spiegare il contesto storico in cui i memoriali furono costruiti. Il numero dei visitatori nei memoriali del fronte occidentale è cresciuto sensibilmente dalla fine degli anni novanta agli inizi del XXI secolo, un effetto questo che si è registrato anche nei memoriali australiani di Gallipoli, dove nel 2000 sono stati inaugurati nuovi monumenti. Sono stati intrapresi sforzi per catalogare i memoriali e grazie a donazioni pubbliche o private è stato possibile dare il via a progetti di restauro.
Contemporaneamente, le tensioni politiche del passato si sono attenuate e ciò ha permesso la costruzione di nuovi memoriali. In Irlanda i National War Memorial Gardens sono stati restaurati e aperti ufficialmente nel 1995, mentre a Mosca nel 2005 è stato aperto un nuovo parco dedicato agli eroi della prima guerra mondiale dove prima sorgeva il cimitero della fratellanza cittadina.

### In lingua inglese
- Paul Baxa, Roads and Ruins: The Symbolic Landscape of Fascist Rome, Toronto, University of Toronto Press, 1997, ISBN 978-0-8020-9995-2.
- Barbara Bender, Margot Winer (a cura di), Matter and Memory in the Landscapes of Conflict: The Western Front 1914–1999, in Contested Landscapes: Movement, Exile and Place, Oxford, Berg, 2001, ISBN 978-1-85973-467-4.
- Mabel Berezin, Making the Fascist Self: The Political Culture of Interwar Italy, New York, Cornell University Press, 1997, ISBN 978-0-8014-8420-9.
- Alan Borg, War Memorials: From Antiquity to the Present, Londra, Leo Cooper, 1991, ISBN 978-0-85052-363-8.
- Laird Boswell, Rural Communism in France, 1920–1939, New York, Cornell University Press, 1998, ISBN 978-0-8014-3421-1.
- Gunnar Brands, From World War I Cemeteries to Nazi "Fortresses of the Dead": Architecture, Heroic Landscape, and the Quest for National Identity in Germany, in Joachim Wolschke-Bulmahn (a cura di), Places of Commemoration: Search for Identity and Landscape design, Washington, Dumbarton Oaks, 2001, ISBN 978-0-88402-260-2.
- Maria Bucur, Heroes and Victims: Remembering War in Twentieth-Century Romania, Bloomington, Indiana University Press, 2010, ISBN 978-0-253-22134-6.
- Ana Carden-Coyne, Reconstructing the Body: Classicism, Modernism, and the First World War, Oxford, Oxford University Press, 2009, ISBN 978-0-19-954646-6.
- Martin Conway, The Sorrows of Belgium: Liberation and Political Reconstruction, 1944–1947, Oxford, Oxford University Press, 2012, ISBN 978-0-19-969434-1.
- Rachel Chrastil, Organizing for War: France, 1870–1914, Baton Rouge, Louisiana State University Press, 2010, ISBN 978-0-8071-3679-9.
- Mark Connelly, The Great War, Memory and Ritual: Commemoration in the City and East London, 1916–1939, Woodbridge, Boydell Press, 2002, ISBN 978-0-86193-253-5.
- Patrizia Dogliani, R.J.B. Bosworth (a cura di), Constructing Memory and Anti-Memory: The Monumental Representation of Fascism and its Denial in Republican Italy, in Italian Fascism: History, Memory and Representation, Basingstoke, Palgrave Macmillan, 1999, ISBN 978-0-312-21717-4.
- Max Egremont, Forgotten Land: Journeys Among the Ghosts of East Prussia, Londra, Pan Macmillan, 2011, ISBN 978-0-330-45659-3.
- Delia Falconer, Sydney, Sydney, University of New South Wales Press, 1997, ISBN 978-1-921410-92-5.
- Jeroen Geurst, Cemeteries of the Great War by Sir Edwin Lutyens, Rotterdam, 010 Publishers, 2010, ISBN 978-90-6450-715-1.
- John Glaves-Smith, Realism and Propaganda in the Work of Charles Sargeant Jagger and their Relationship to Artistic Tradition, in Charles Sargeant Jagger: War and Peace Sculpture, Londra, Imperial War Museum, 1985, ISBN 0-901627-31-3.
- Stefan Goebel, The Great War and Medieval Memory: War, Remembrance and Medievalism in Britain and Germany, 1914–1940, Cambridge, Cambridge University Press, 2007, ISBN 978-0-521-85415-3.
- Norman Hillmer, Adam Chapnick (a cura di), Lest We Forget: Two Solitudes in War and Memory, in Canadas of the Mind: The Making and Unmaking of Canadian Nationalisms in the Twentieth Century, Montreal, McGill-Queen's University Press, 2007, ISBN 978-0-7735-3273-1.
- Xu Guoqi, China and the Great War: China's Pursuit of a New National Identity and Internationalization, Cambridge, Cambridge University Press, 2005, ISBN 978-0-521-84212-9.
- K.S. Inglis, Sacred Places: War Memorials in the Australian Landscape, Victoria, Melbourne University Press, 2008, ISBN 978-0-522-85479-4.
- Nuala C. Johnson, Ireland, the Great War and the Geography of Remembrance, Cambridge, Cambridge University Press, 2003, ISBN 978-0-521-82616-7.
- Michael Keren, Holger H. Herwig (a cura di), Manufacturing Memory at Gallipoli, in War Memory and Popular Culture: Essays on Modes of Remembrance and Commemoration, Jefferson, McFarlane, 2009, ISBN 978-0-7864-4141-9.
- Alex King, Memorials of the Great War in Britain: The Symbolism and Politics of Remembrance, Oxford, Berg, 1997, ISBN 978-1-85973-988-4.
- Rudy Koshar, From Monuments to Traces: Artifacts of German Memory, 1870–1990, Berkeley, University of California Press, 2000, ISBN 978-0-520-21768-3.
- Thomas W. Laqueur, Memory and Naming in the Great War, in John Gillis (a cura di), Commemorations: The Politics of National Identity, Princeton University Press, 1994, ISBN 978-0-691-02925-2.
- David W. Lloyd, Battlefield Tourism: Pilgrimage and the Commemoration of the Great War in Britain, Australia and Canada 1919–1939, Oxford, Berg, 1998, ISBN 978-1-85973-179-6.
- Andrea Mayr, Defence Discourse I: the Visual Institutionalization of Discourses in War Monuments, in Language and Power: An Introduction to Institutional Discourse, Londra, Bloomsbury Publishing, 2008, ISBN 978-0-8264-8743-8.
- Jenny Macleod, Reconsidering Gallipoli, Manchester, Manchester University Press, 2004, ISBN 978-0-7190-6743-3.
- Mark McCarthy (a cura di), Historico-Geographical Explorations of Ireland's Heritages: Towards a Critical Understanding of the Nature of Memory and Identity, in Ireland's Heritages: Critical Perspectives on Memory and Identity, Aldershot, Ashgate Publishing, 2005, ISBN 978-0-7546-4012-7.
- Malcolm Miles, Urban Avant-Gardes: Art, Architecture and Change, Abingdon, Routledge, 2004, ISBN 978-0-415-26687-1 (archiviato dall'url originale l'8 dicembre 2014).
- George L. Mosse, Fallen Soldiers: Reshaping the Memory of the World Wars, Oxford, Oxford University Press, 1990, ISBN 978-0-19-507139-9.
- Karen Petrone, The Great War in Russian Memory, Indiana, Indiana University Press, 2011, ISBN 978-0-253-35617-8.
- Antoine Prost, Republican Identities in War and Peace, Oxford, Berg, 2002, ISBN 978-1-85973-626-5.
- Nicholas J. Saunders, Trench Art: Materialities and Memories of War, Oxford, Berg, 2003, ISBN 978-1-85973-608-1.
- Nicholas J. Saunders (a cura di), Matters of Conflict: Material Culture, Memory and the First World War, Abindgon, Routledge, 2004, ISBN 978-0-415-28053-2.
- Massimiliano Savorra, The “Landscapes” of the Great War. The role of Italian engineers and architects, in E. Eckhold Sassin, S. Hochhäusl (a cura di), States of Emergency Architecture, Urbanism, and the First World War, Leuven University Press, Leuven 2022, pp. 277-305, ISBN 978-94-62703087.
- Karen Dale Shelby, Conflicted Nationalism and World War I in Belgium: Memory and Museum Design, New York, City University of New York, 2008.
- Tim Skelton, Gerald Gliddon, Lutyens and the Great War, Londra, Frances Lincoln, 2009, ISBN 978-0-7112-2878-8.
- Leonard V. Smith, Stéphane Audoin-Rouzeau, Annette Becker, France and the Great War 1914–1918, Cambridge, Cambridge University Press, 2003, ISBN 978-0-521-66631-2.
- Maria Todorova, Edifices of the Past: War Memorials and Heroes in Twentieth Century Romania, in Balkan Identities: Nation and Memory, Londra, Hurst, 2004, ISBN 978-1-85065-715-6.
- Miles Taylor, Not That Far? Remembering and Forgetting Cosmopolitan Southampton in the 20th Century, in Southampton: Gateway to the British Empire, Londra, Tauris, 2007, ISBN 978-1-84511-032-1.
- Steven Trout, On the Battlefield of Memory: The First World War and American Remembrance, 1919–1941, Tusculoosa, University of Alabama Press, 2010, ISBN 978-0-8173-1705-8.
- Jonathan F. Vance, Death so Noble: Memory, Meaning, and the First World War, Vancouver, University of British Columbia Press, 1997, ISBN 978-0-7748-0600-8.
- Jay Winter, Sites of Memory, Sites of Mourning: The Great War in European Cultural History, Cambridge, Cambridge University Press, 1998, ISBN 978-0-521-63988-0.
- Laura Wittman, The Tomb of the Unknown Soldier, Modern Mourning, and the Reinvention of the Mystical Body, Toronto, University of Toronto Press, 2011, ISBN 978-1-4426-4339-0.
- Joachim Wolschke-Bulmahn (a cura di), From World War I Cemeteries to Nazi "Fortresses of the Dead": Architecture, Heroic Landscape, and the Quest for National Identity in Germany, in Places of Commemoration: Search for Identity and Landscape design, Washington D.C., Dumbarton Oaks, 2001, ISBN 978-0-88402-260-2.

### In lingua italiana
- Martina Carraro, Massimiliano Savorra (a cura di), Pietre ignee cadute dal cielo. I monumenti della Grande Guerra, catalogo della mostra, Ateneo Veneto, Venezia 2014 – ISBN 978-88-89281-10-9.
- Francesco Cutolo, Antonio Mati, "Eternare la vittoria attraverso il passato". La monumentalistica funebre tra classicismo e medievalismo, in Alberto Coco e Francesco Cutolo (a cura di), Le cicatrici della vittoria. Frammenti di storia del primo dopoguerra italiano, Pistoia, I.S.R.Pt. Editore, 2019, ISBN 9788861440647.